# Российское завоевание Средней Азии
Завоевание Российской империей Средней Азии — экспансия Российской империи в Среднюю Азию с целью присоединения этой территории к России. Представляла собой серию военных походов русской армии против среднеазиатских ханств и племён во второй половине XIX века, называвшихся Туркестанскими походами или Среднеазиатскими походами. После окончательного присоединения Казахстана в 1840-х и ликвидации казахских жузов, в геополитическом контексте «Большой игры», Россия после ряда военных кампаний против Кокандского и Хивинского ханств, а также Бухарского эмирата, присоединила их. Кокандское ханство было ликвидировано, Хивинское ханство и Бухарский эмират были разгромлены и превращены в вассалов Российской империи. Кроме того, была присоединена Туркмения, Памир и другие области, в результате чего границы России расширились до Афганистана и территорий непосредственного влияния Англии. К 1890-м присоединение Средней Азии (Туркестана) было завершено. Заключённое в марте 1895 года Англо-русское соглашение определило границу сфер влияния обеих держав в Средней Азии.

## Предыстория

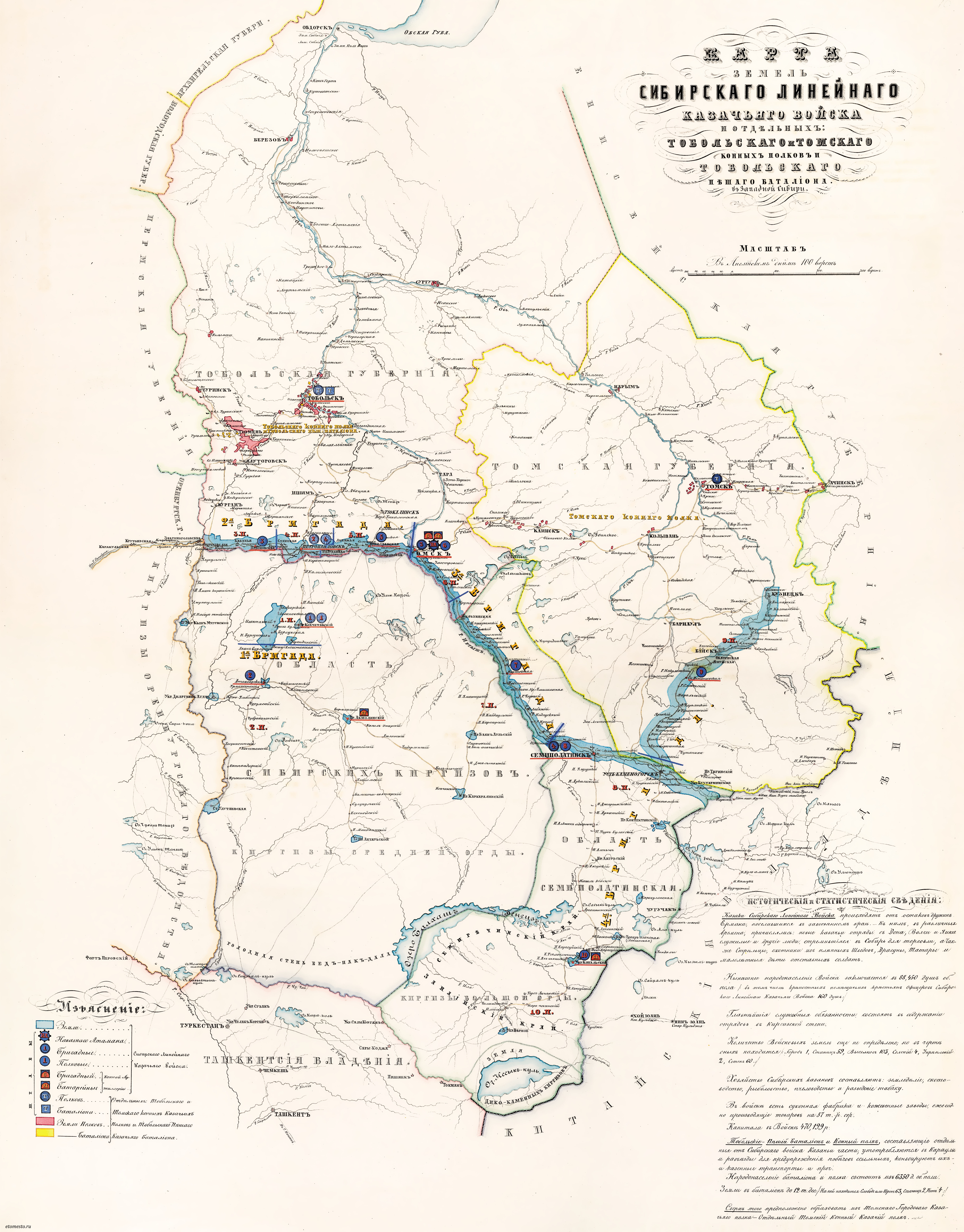
Карта Сибирской военной линии

Первые контакты русского государства со среднеазиатскими государствами относятся к XVI веку: в 1589 году добивался дружбы с Москвой бухарский хан, желавший установления с ней торговых отношений. В XVII и XVIII столетиях Россия была занята освоением просторов Сибири и ещё только приглядывалась к своим азиатским рубежам, проводя на направлении киргизских степей исключительно оборонительного характера мероприятия — за исключением походов двух погибших в степях отрядов: яицких казаков хана Нечая, ушедшего на Хиву в 1602 году, и атамана Шамая 1605 г. Со времени царя Михаила Фёдоровича русские стали посылать в Среднюю Азию послов, с целью открыть рынки для своих купцов; так, в 1620 году был отправлен в Бухару Иван Данил Хохлов; в 1669 году в Хиву — Федотов и в Бухару — два брата Пазухиных; в 1675 году в Бухару — Василий Даудов. Эти посольства не имели реальных политических результатов, но способствовали расширению сведений о Средней Азии, которые вошли в «Книгу Большого Чертежа».
В 1700 году к Петру Великому прибыл посол от хивинского Шахнияз-хана, просившего принять его в русское подданство. В 1713—1714 годы состоялись две экспедиции: в Малую Бухарию — Бухгольца и в Хиву — Бековича-Черкасского. В 1718 году Пётр I отправил в Бухару Флорио Беневини, который вернулся в 1725 году и доставил много сведений о Средней Азии. Попытки Петра Великого утвердиться в этой стране не увенчались успехом. Тем не менее, если поход Бековича Черкасского в Хиву для поиска сухого пути в Индию и начала торговли с оседлыми народами был полностью провальным (из 4-тысячного отряда вернулись лишь несколько десятков яицких казаков, остальные были убиты или захвачены в плен), то в результате экспедиций Бухгольца для исследования и возведения опорных пунктов Прииртышье и Алтай оказались во владении России, был основан Омск и заложена Сибирская пограничная линия. Ко времени разгрома Китайской империей в 1755—1758 годах Джунгарского ханства с почти полным истреблением его населения, Россия уже имела Иртышскую, Тоболо-Ишимскую и Колывано-Кузнецкую военные линии, которые воспрепятствовали китайской экспансии.
В Предуралье для защиты от набегов кочевников была также создана пограничная линия с форпостами вдоль реки Яик от Уральска до Гурьева с центром в Оренбурге, крепость которого ещё долгое время будет являться главной операционной базой русских войск во всём регионе. Для защиты своих собственных граждан и новых «верноподанных», а также для наказания тех из них, кто предавал русское покровительство и вероломно выступал впоследствии против России, в степь регулярно отправлялись отряды, возводились новые поселения, пограничные опорные пункты, реданы, валы и т. п. При помощи таких перекатных линий укреплений в погоне за спокойствием и миром на своих границах Россия продвигалась вглубь степи. Тем не менее, на протяжении целого столетия набеги и грабежи со стороны киргизов и туркменов не прекращались. В год уводилось в плен и продавалось на рынках Хивы, Бухары, Коканда до двух сотен русских жителей приграничных окраин, причём в рабство наряду с гражданскими продавались даже военные, примером чего была история похищения в 1774 году и последующего спасения и возвращения на Родину в 1782 году сержанта Филиппа Ефремова.
После Петра до начала XIX века русское правительство ограничивалось отношениями с подвластными казахами.
В 1801 году Павел I решил поддержать идею Наполеона Бонапарта о совместном походе в Индию. Точно неизвестны задачи, которые ставил себе Павел, но тем не менее в январе отряд казаков численностью около 20 тысяч человек с артиллерией выступили в поход под командованием атамана Платова. К марту отряд дошёл до верховьев Иргиза (окраина Саратовской губернии). Здесь их застало известие о смерти Павла I и приказ взошедшего на престол Александра I о немедленном возвращении.
В 1819 году в Хиву был отправлен Николай Муравьёв, написавший «Путешествие в Туркмению и Хиву» (М., 1822), которое и было единственным результатом его посольства.
В XIX веке Средняя Азия стала одной из арен геополитического соперничества Британской и Российской империй, вошедшего в историю под названием «Большая игра». Для защиты своих южных границ и создания плацдарма политического влияния на Ближнем Востоке и в Центральной Азии в Туркестан были направлены русские линейные (пограничные) батальоны.
В 1841 году, после того, как аванпосты англичан, воевавших с Афганистаном, приблизились к левому берегу Аму-Дарьи, из России, по приглашению бухарского эмира, была отправлена в Бухару политико-научная миссия, состоявшая из майора Корпуса горных инженеров Бутенева К. Ф. (начальник), ориенталиста Ханыкова, натуралиста А. Лемана и других. Эта миссия, известная под названием Бухарской экспедиции 1841 года, в политическом отношении не достигла никаких результатов, однако её участники издали много ценных естественно-исторических и географических работ о Бухаре, между которыми выделялось «Описание Бухарского ханства» Н. Ханыкова.
В 1859 году в Бухаре находился полковник граф Николай Игнатьев.

## Присоединение казахских жузов
В 1581 году Россия начала освоение Сибири, лежащей к северу от казахских кочевий. В 1640 году русские казаки основали город Гурьев в устье реки Урал, в 1718 году русский воевода Василий Чередов основал на Иртыше Семипалатинск, а в 1720 году возник город Усть-Каменогорск. Эти города ныне находятся на территории Казахстана, однако в то время в окрестностях Гурьева кочевали ногайцы, а в окрестностях Семипалатинска и Усть-Каменогорска — джунгары.
Сами казахи тогда жили родо-племенным бытом и состояли из трех жузов: Младший жуз, Средний жуз и Старший жуз. Казахи не были единственными кочевниками степей современного Казахстана. На западе жили ногайцы, на востоке — джунгары, у которых были весьма напряженные отношения с казахами. В северном Приаралье кочевали каракалпаки.
В 1718 году Младший жуз при правлении Абулхайр-хана установил дипломатические отношения с Россией, а в 1731 году был взят под опеку «белой царицы» Анны Иоанновны. Спустя год, в 1732 году, при хане Семеке российское подданство принял так же и Средний жуз, что гарантировало защиту от разбойничьих набегов джунгар. Старший жуз оказался в сфере влияния Кокандского ханства.
В 1787 году части казахских родов Младшего жуза, которых теснили хивинцы, было разрешено перейти Урал и кочевать в Заволжье. Это решение официально закрепил император Павел I в 1801 году, когда из 7500 казахских семейств была образована вассальная Букеевская (Внутренняя) Орда во главе с султаном Букеем.
В 1818 году несколько родов Старшего жуза объявили о вступлении под покровительство России. В течение следующих 30 лет, где под давлением, где добровольно большинство родов Старшего жуза объявляли о принятии российского подданства.

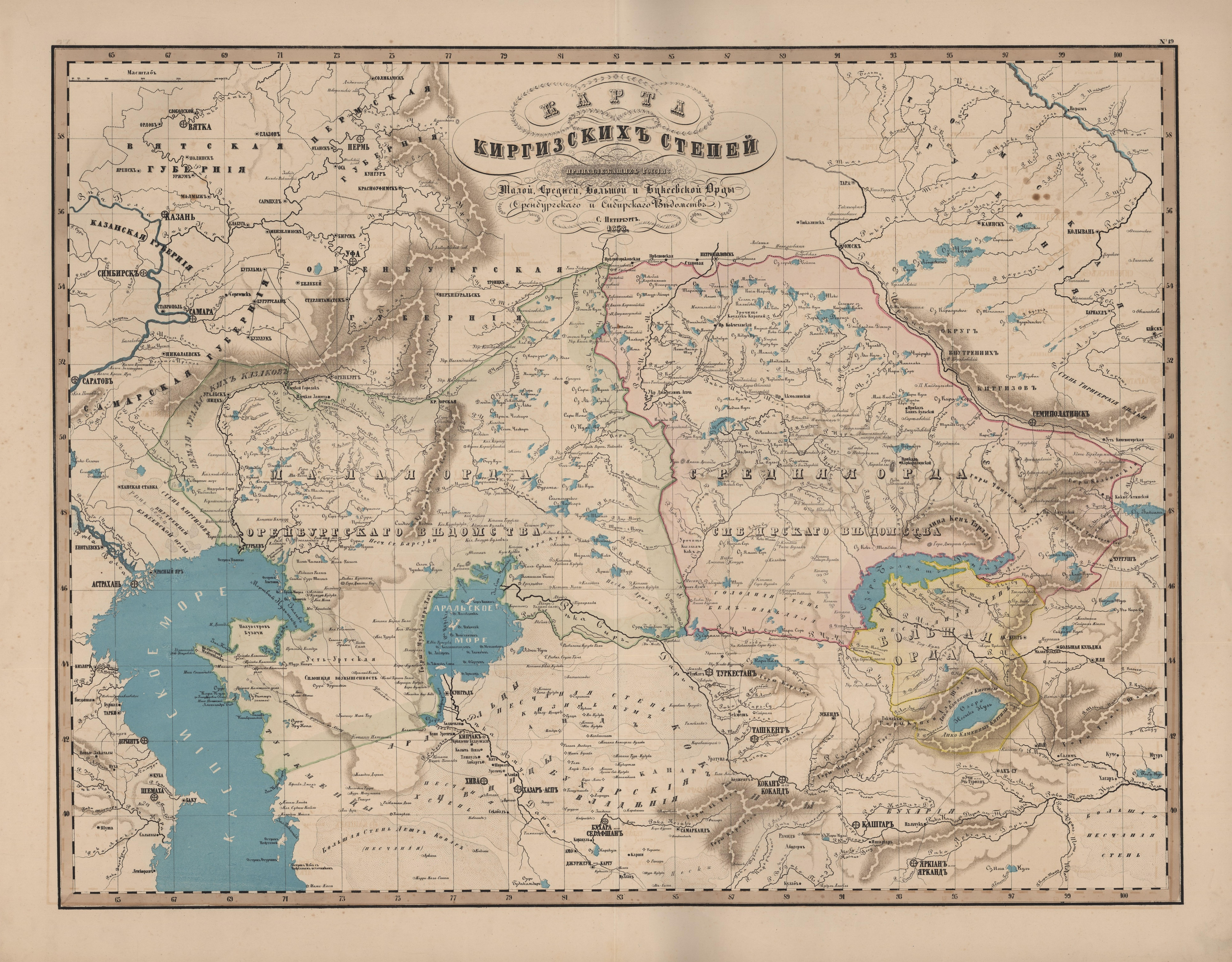
Три казахские орды Малая, Средняя и Большая, а также Киргизская орда

В 1822 году император Александр I издаёт указ о введении разработанного М. М. Сперанским «Устава о сибирских киргизах», которым ликвидирована ханская власть в казахских жузах (за исключением Букеевской орды, где ханство упразднено Николаем I в 1845). Несмотря на это, Россия долгое время управляла казахскими жузами через Коллегию иностранных дел, а представители казахских жузов, прибывавшие в Россию, в официальных документах назывались послами. Созданная в 1799 году для управления казахами Младшего жуза Оренбургская пограничная комиссия находилась в двойном подчинении — Азиатского департамента МИД и Оренбургского военного губернатора.
Для обеспечения российского присутствия на казахских землях были воздвигнуты: Кокчетав (1824), Акмолинск (1830), Новопетровское укрепление (ныне Форт-Шевченко — 1846), Уральское (ныне Иргиз — 1846), Оренбургское (ныне Тургай — 1846) укрепления, Раимское (1847) и Капальское (1848) укрепления. В 1854 году было основано укрепление Верное (ныне г. Алматы).
Лишь после разгрома кокандского ханства в 1867—1868 годах Александр II подписал «Положение об управлении Семиреченской и Сырдарьинскими областями» и «Положение об управлении Тургайской, Уральской, Акмолинской и Семипалатинской областями». Букеевская Орда отошла в состав Астраханской губернии. На отвоеванной у Коканда территории Семиречья организуется Семиреченское казачье войско из казаков, которых перевели туда из Сибири. Казачьи поселения на завоёванных территориях рассматривались царским правительством, как средство гарантии удержания региона.
В 1882 году вместо Западно-Сибирского генерал-губернаторства из областей Акмолинской, Семипалатинской и Семиреченской, образовано Степное генерал-губернаторство.

## Присоединение Кокандского ханства
Россия продолжала ставшую привычной приграничную войну, отправляя отряд за отрядом в степь от Оренбурга и со стороны Сибири, преследуя шайки диких грабителей и продвигаясь за ними шаг за шагом вглубь Азии.
В 1850 году была предпринята экспедиция за реку Или, с целью разрушить укрепление Тойчубек, служившее опорным пунктом для кокандского хана, но овладеть им удалось лишь в 1851 году, а в 1854 году на реке Алматы (сегодня Алматинка) построено укрепление Верное и весь Заилийский край вошёл в состав России. С целью дальнейшего укрепления границы, оренбургский военный губернатор Обручев построил в 1847 году укрепление Раим (впоследствии Аральское), близ устья Сырдарьи, и предложил занять кокандскую Ак-Мечеть, покровительствовавшую вторгавшимся в российские пределы грабителям и запиравшую все пути в Среднюю Азию. В 1852 году, по инициативе нового оренбургского губернатора Перовского, полковник Бларамберг, с отрядом в 500 человек, разрушил две кокандские крепости Кумыш-Курган и Чим-курган и штурмовал Ак-Мечеть, комендантом которой был знаменитый впоследствии властитель Кашгарии Якуб-бек, но был отбит.

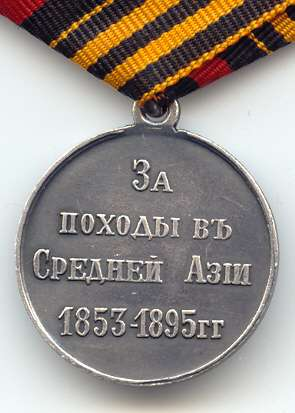
Медаль «За походы в Средней Азии»

В 1853 году Перовский с отрядом в 2170 человек, при 12 орудиях двинулся на Ак-Мечеть, где было 300 кокандцев при 3 орудиях, и 27 июля взял её штурмом; Ак-Мечеть вскоре была переименована в Форт-Перовский. В том же 1853 году кокандцы дважды пытались отбить Ак-Мечеть, но 24 августа войсковой старшина Бородин, с 275 людьми при 3 орудиях, рассеял при Кум-суате 7000 кокандцев, а 14 декабря майор Шкуп, с 550 людьми при 4 орудиях, разбил на левом берегу Сырдарьи 13000 кокандцев, имевших 17 медных орудий. После этого вдоль нижнего течения Сырдарьи возведён был ряд укреплений (преобразованная из передового участка Оренбургской линии Сырдарьинская линия: Казалинск, Карамакчи, с 1861 года Джулек).
В 1854 году на Сибирской линии у подножия горного хребта Заилийский Алатау было основано укрепление Верный. В 1860 году отряд полковника Г. А. Колпаковского (3 роты, 4 сотни и 4 орудия) вместе с 1 тыс. бойцов казахского ополчения разбил в Узун-Агачском сражении 22-тысячное войско кокандцев, собиравшихся уничтожить новую русскую крепость. Западносибирское начальство снарядило на помощь восставшим против Коканда и киргизам, обратившимся за помощью к русским, небольшой отряд под начальством полковника Циммермана, разрушивший и срывший до основания кокандские укрепления Пишпек и Токмак. Этими мероприятиями Сибирская линия обезопасила себя от неприятельских набегов. На южном участке Сибирской линии за рекой Или было создано новое Семиреченское казачье войско, ядром которого стали два полковых округа Сибирского казачьего войска.
Устройством цепи укреплений со стороны Оренбурга вдоль нижнего течения Сырдарьи, а со стороны западной Сибири вдоль Алатау, русская граница постепенно замыкалась, но в то время огромное пространство около 650 вёрст оставалось ещё незанятым и служило как бы воротами для набегов в казахскую степь.

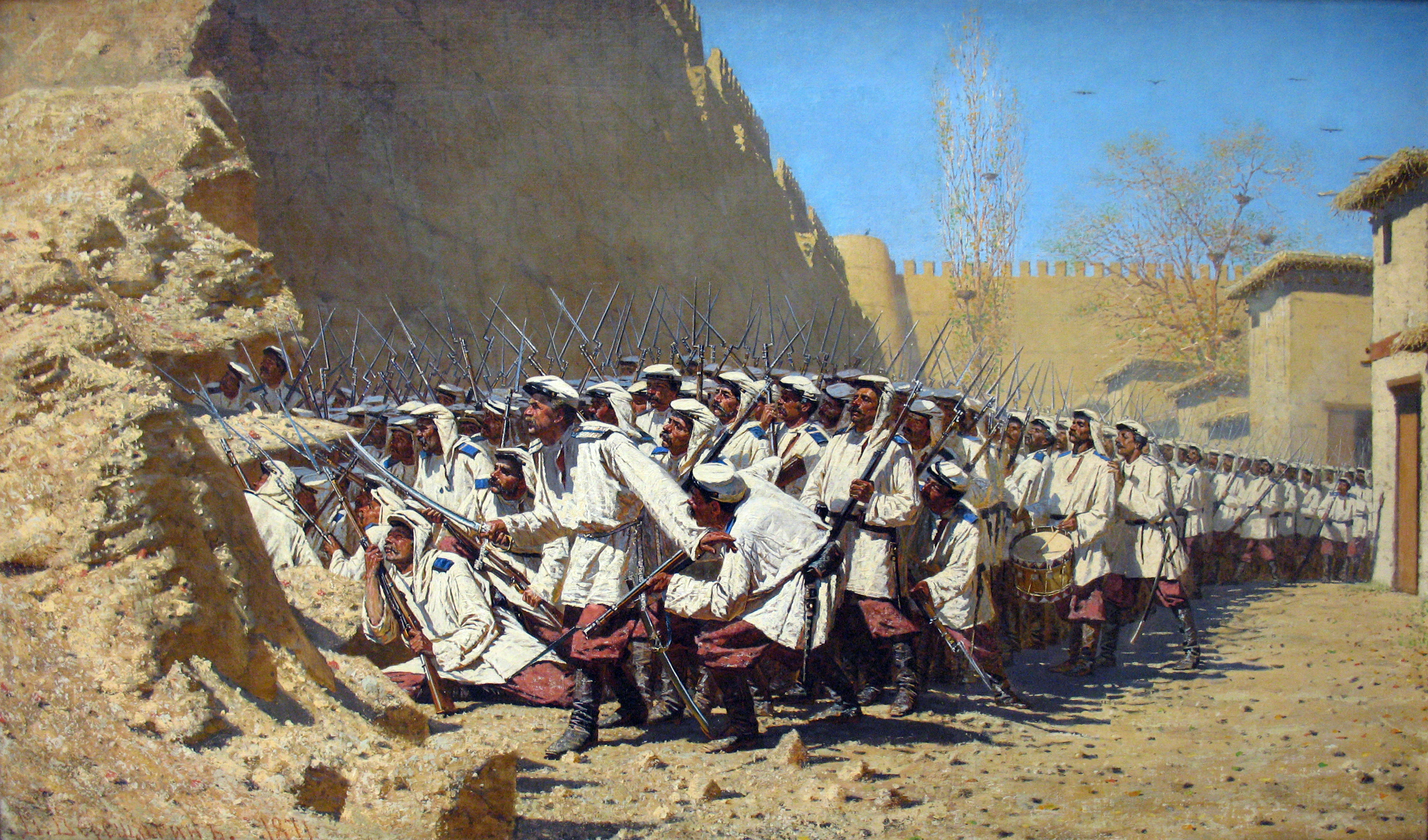
В. Верещагин. Русские войска штурмуют город.

В 1864 году было решено, что два отряда, один из Оренбурга, другой из западной Сибири, направятся навстречу друг другу, оренбургский — вверх по Сырдарье на город Туркестан, а западносибирский — вдоль Александровского хребта. Западносибирский отряд, 2500 человек, под начальством полковника Черняева, вышел из Верного, 5 июня 1864 года взял штурмом крепость Аулие-ата, а оренбургский, 1200 человек, под начальством полковника Верёвкина, двинулся из Форта-Перовского на город Туркестан, который был взят с помощью траншейных работ 12 июня.
Оставив в Аулие-ата гарнизон, Черняев во главе 1298 человек при поддержке оренбургского отряда двинулся к Чимкенту и взял его штурмом 22 сентября, несмотря на наличие у кокандцев нарезной артиллерии, превосходившей русскую по дальности стрельбы. Вслед затем предпринят был штурм Ташкента (114 вёрст от Чимкента), но он был отбит.

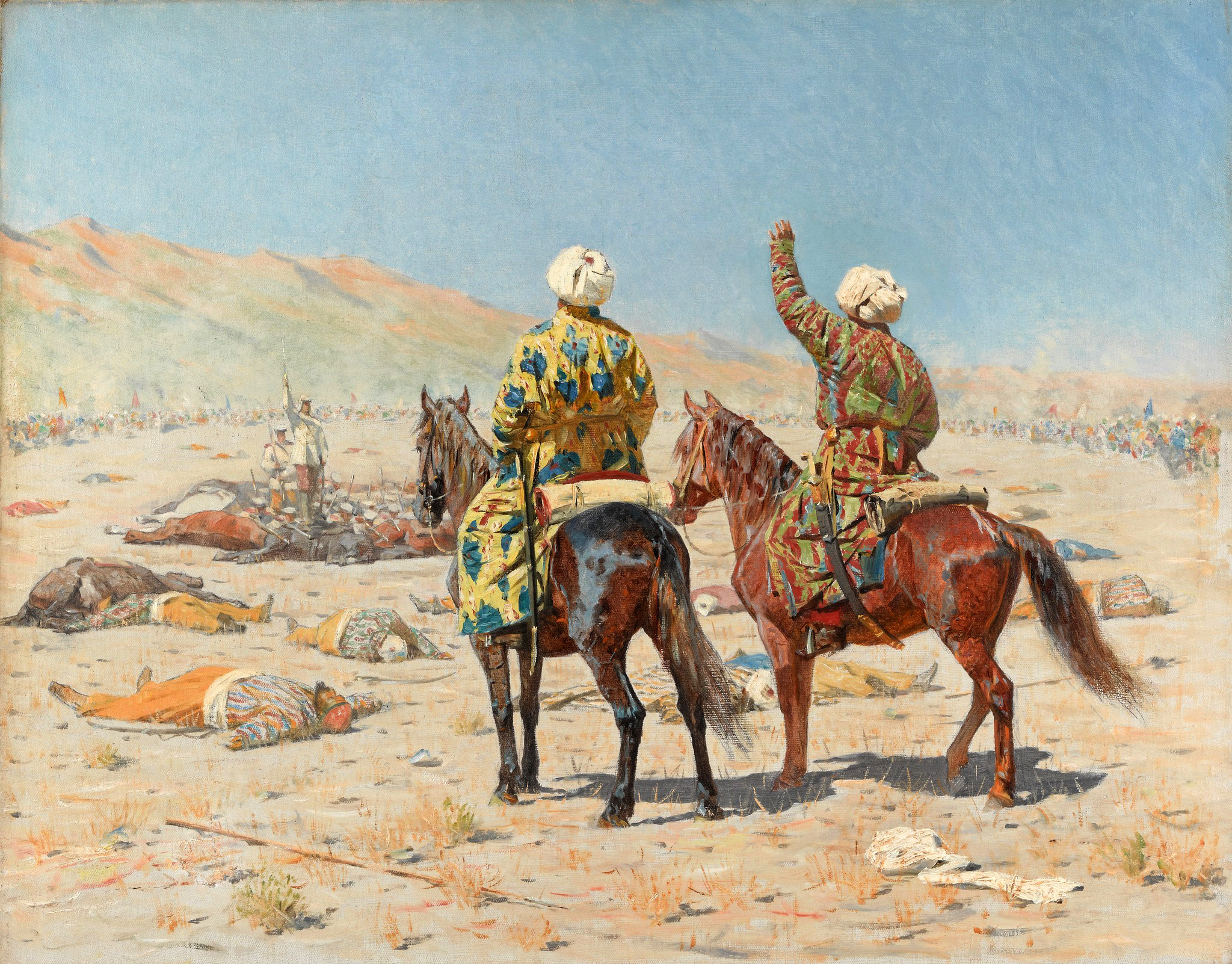
В.В. Верещагин. «Парламентёры»

Один из эпизодов боевых действий после взятия Туркестана получает известность как Иканское дело. Регент Кокандского ханства Алимкул решил нанести ответный удар, собрал армию и в обход Чимкента выдвинулся в тыл Черняева, к крепости Туркестан. На пути к которому, у селения Икан, его многотысячное войско был остановлено сотней уральских казаков есаула Серова, усиленной 1 пушкой, которую комендант Туркестана полковник Жемчужников выслал на разведку. Возле кишлака Икан сотня неожиданно наткнулась на главные силы кокандской армии, возглавляемые регентом Кокандского ханства муллой Алимкулом, направлявшимся брать Туркестан. Казаки были окружены и в течение двух дней (4 и 5 декабря) без пищи и воды держали круговую оборону, прикрываясь телами убитых лошадей. На исходе 2 дня есаул Серов дал команду сотне пробиваться самостоятельно, казаки выстроились в каре и с боем пробились через кокандское войско на встречу с высланным из Туркестана отрядом и вернулись в крепость. После боя Алимкул отступил к Ташкенту.
Действия Черняева были достаточно жёсткими. Так, что принимавшие участие в военном походе в 1864 г. известные путешественники Н. А. Северцов и Ч. Валиханов выразили генералу решительные протесты. После нескольких горячих споров с генералом Черняевым, Валиханов оставляет службу и возвращается в Семиречье.
В 1865 году из вновь занятого края, с присоединением территории прежней Сырдарьинской линии, образована была Туркестанская область, военным губернатором которой назначен был Черняев.

### Взятие Ташкента

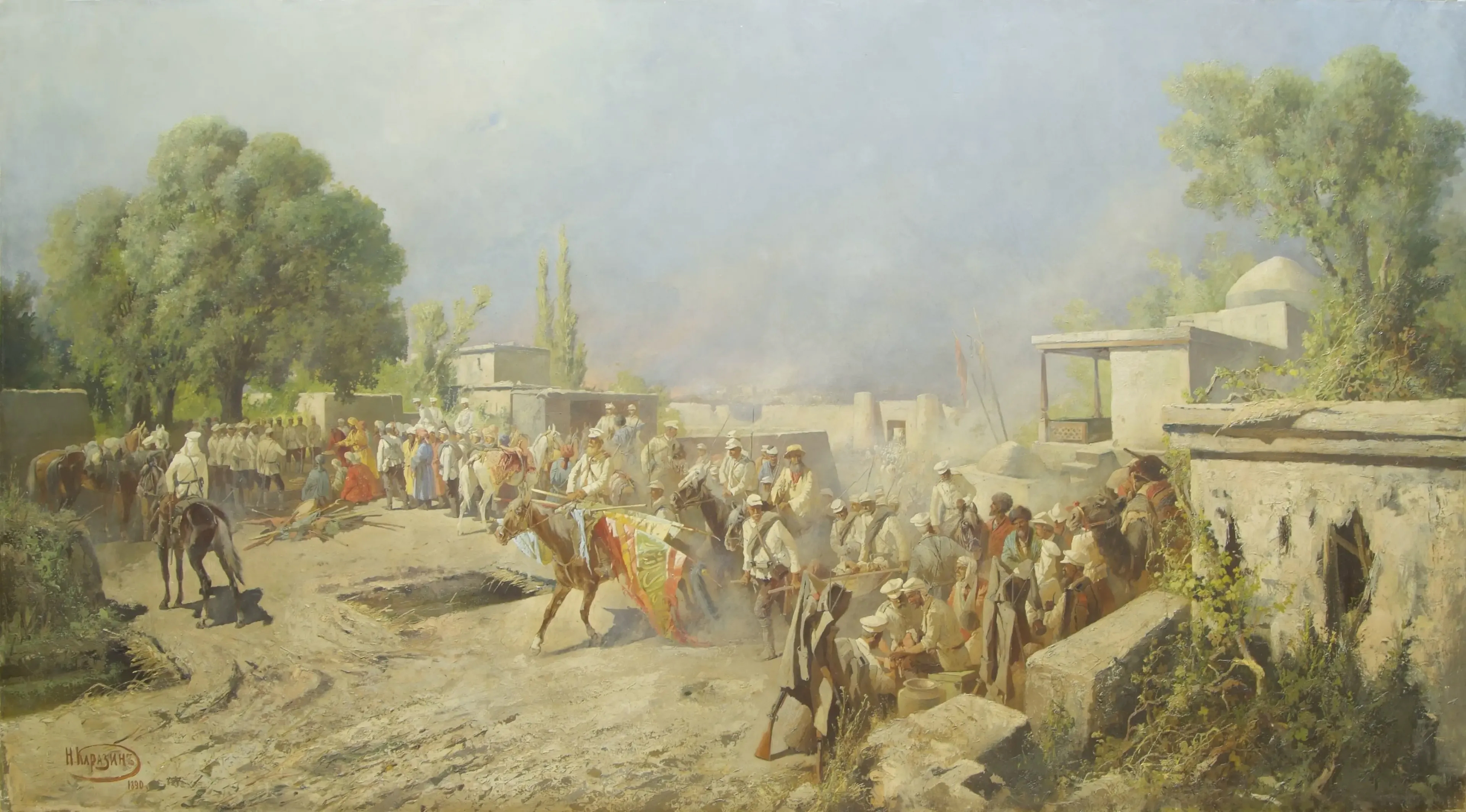
Каразин Н. Н. Взятие Ташкента

Слухи, что бухарский эмир собирается овладеть Ташкентской областью, побудили Черняева занять 29 апреля небольшое кокандское укрепление Ниязбек, господствовавшее над водами Ташкента, а затем он с отрядом в 1851 человек, при 12 орудиях, расположился лагерем в 8 верстах от Ташкента, где, под начальством Алимкула, сосредоточено было до 30000 кокандцев, при 50 орудиях. 9 мая Алимкул сделал вылазку, во время которой был смертельно ранен. Смерть его негативно отразилась на обороне Ташкента, в городе усилилась борьба различных группировок, а энергия в защите крепостных стен ослабела. Черняев решился воспользоваться этим и после трёхдневного штурма (15—17 июня) взял Ташкент, потеряв 25 человек убитыми и 117 ранеными, потери оборонявшихся были значительно выше.
Завоевание Ташкента упрочило позиции России в Азии и закономерно привело к столкновению интересов с Бухарой, чей эмир Музаффар вторгся в Коканд и восстановил на его троне свергнутого Алимкулом Худояра, и начал готовиться к войне против России.
8 мая 1866 года под Ирджаром — урочищем на левом берегу Сырдарьи, лежащим между Чиназом и Ходжентом, произошло первое крупное столкновение русских с бухарцами, получившим название Ирджарская битва. Это сражение было выиграно русскими войсками; победа открыла русскому войску путь на Ходжент и на Джизак. Ходжент был взят в мае, а Джизак в октябре того же года. Джизак был самой сильной крепостью в Туркестане, прикрывавшей Тамерлановы ворота — единственный удобный путь со стороны Ташкента в Зеравшанскую долину. Бухарцы бежали к Самарканду. В 1867 году Туркестанская область была преобразована в Туркестанское генерал-губернаторство с двумя областями: Семиреченская (г. Верный) и Сырдарьинская (г. Ташкент). Так образовался Русский Туркестан.
Отрезанный от Бухары, Худояр-хан принял в 1868 году предложенный ему генерал-адъютантом фон-Кауфманом торговый договор, в силу которого русские в Кокандском ханстве и кокандцы в русских владениях приобретали право свободного пребывания и проезда, устройства караван-сараев, содержания торговых агентств (караван-баши), пошлины же могли быть взимаемы в размере не более 2,5 % стоимости товара.

### Ликвидация Кокандского ханства

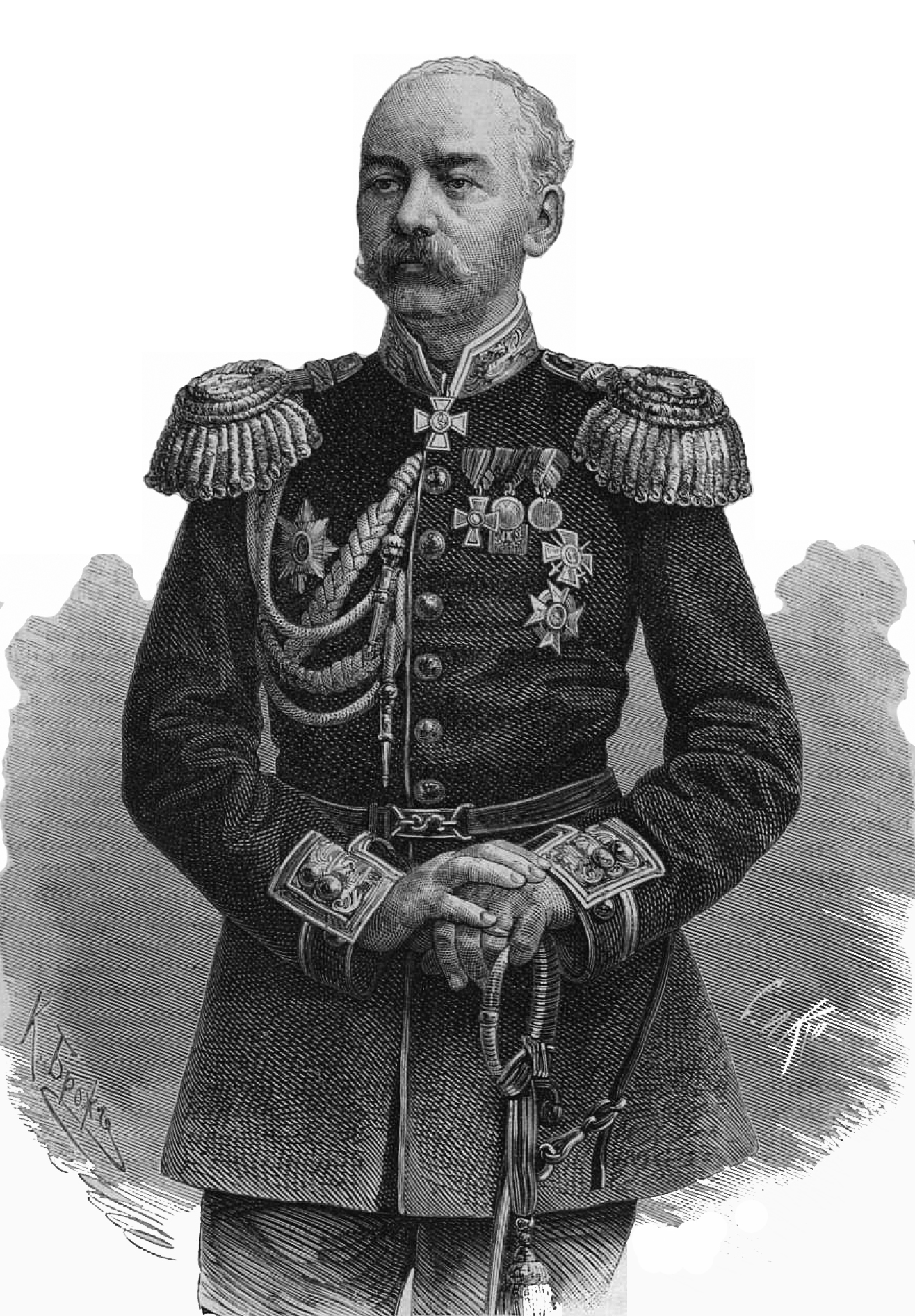
Генерал Кауфман — командующий русскими войсками в среднеазиатских походах

В 1875 году во главе недовольных Худояр-ханом стал кипчак Абдурахман-автобачи, сын казнённого Худояром Мусульман-куля, (автобачи — придворный титул в иерархии ханства), последовательный противник перехода Коканда под власть России, и к нему примкнули все противники русских и духовенство.
Восстание началось на территории современной Киргизии. К восставшим присоединился старший сын хана Насриддин-хан, а мулла Исса-Аулие, один из руководителей восставших, призвал к газавату против русских. В июле восставшие захватили Коканд, где к ним присоединился второй сын хана Худояра Мухаммед—Алим-бек. Сам Худояр бежал в Ходжент.
Ханом был провозглашён Насир уд-Дин-хан. Восставшие провозгласили цель восстановить ханство в его старых границах от Ак-Мечети с одной стороны и до Пишпека — с другой. Была объявлена священная война, и многочисленные отряды кипчаков вторглись на новые российские территории, заняли верховья Зеравшана и окрестности Ходжента. Были разгромлены небольшие гарнизоны российских войск, почтовые станции, убиты российские чиновники. 8 августа 1875 года началась осада Ходжента.
В Ходженте находились батальон и две роты пехоты, сотня казаков и батарея артиллерии под командованием полковника Савримовича, которые смогли продержаться до 10 августа, когда прибыло подкрепление из Ура-Тюбе во главе с майором Скарятиным, которое помогло отбросить осаждавших от городских ворот. 12 августа полковник Савримович во главе 4 рот, сотни казаков и дивизиона артиллерии начал наступление на 16-тысячное кокандское войско, находившееся под командованием Абдуррахмана Автобачи у селения Коста-Кола. В тот же день в Ходжент прибыл из Ташкента 1-й стрелковый батальон с дивизионом конных орудий под командованием подполковника Гарновского. Поняв бесперспективность дальнейшей осады, восставшие отступили от Ходжента. К 18 августа русские войска во главе с Кауфманом сосредоточились в Ходженте. Абдурахман Автобачи с 50-тысячной армией расположился недалеко от Ходжента, у крепости Махрам на левом берегу Сырдарьи (44 версты от Ходжента), но 22 августа 1875 года генерал Кауфман (с отрядом из 16 рот, 8 сотен и 20 орудий) взял эту крепость и совершенно разгромил кокандцев, потерявших более 2 тыс. убитыми; потери российской стороны ограничились 5 убитыми и 8 ранеными. Автобачи бежал в Маргелан.
29 августа отрядом Кауфмана без выстрела был занят Коканд, где сдался Насир уд-Дин-хан, 8 сентября — был занят Маргелан. Лишаясь одного союзника за другим, Абдуррахман Автобачи отступал. В погоню за ним отправился отряд Скобелева. 10 сентября солдаты и казаки вступили в город Ош. Абдуррахман с небольшим количеством соратников укрылся в горах.
22 сентября Кауфман заключил договор с Насир уд-Дин-ханом, в силу которого хан признавал себя слугой русского царя, обязывался уплачивать ежегодную дань в 500 тыс. руб. и уступал все земли к северу от Нарына (Наманганское бекство на правом берегу Сыр-Дарьи); из них образован был Наманганский отдел. Договор был составлен по типу соглашений с Бухарой и Хивой. Он предусматривал отказ хана от непосредственных дипломатических соглашений с какой-либо державой, кроме России.

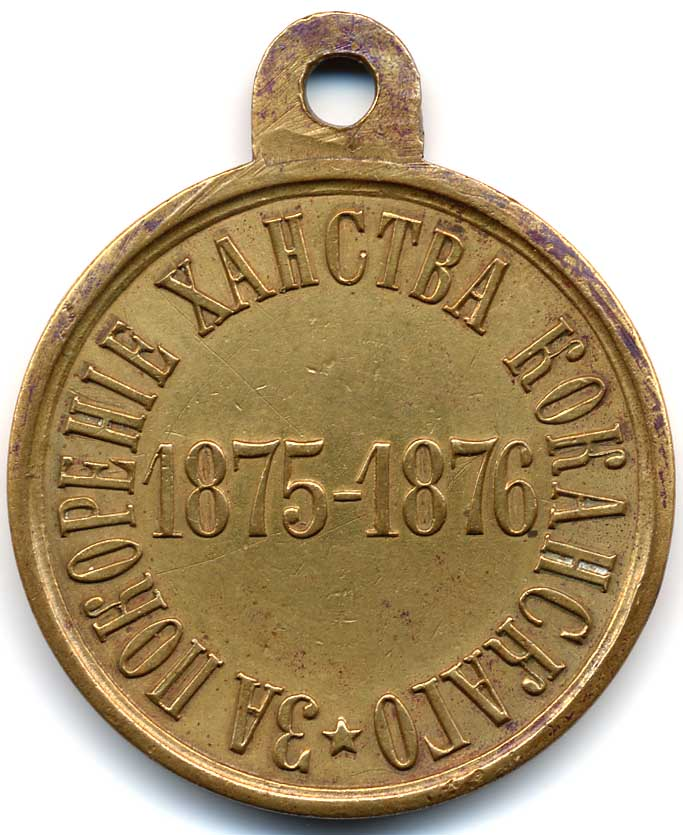
Медаль «За покорение Ханства Кокандского»

Но едва удалились русские войска, в ханстве вспыхнуло восстание. Абдурахман-Автобачи, спасшийся бегством в Узгент, низложил Насир уд-Дина, бежавшего в Ходжент, и провозгласил ханом киргиза Пулат-бека. Центром сосредоточения его войск стал город Андижан. В начале октября отряды генерал-майора Троцкого одержали несколько побед над киргизами, но не смогли взять штурмом Андижан. Вспыхнуло новое восстание в Коканде, и теперь уже Насреддин бежал под защиту русских в Ходжент. Кокандцы захватили Наманган и русский гарнизон, укрывшись в цитадели, едва смог отбить штурм.
Начальник Наманганского отдела Михаил Скобелев подавил восстание, поднятое в Тюря-Кургане Батырь-Тюрей, но жители Намангана, воспользовавшись его отсутствием, атаковали русский гарнизон, за что вернувшийся Скобелев подверг город жестокой бомбардировке.
Затем Скобелев, с отрядом в 2800 человек, двинулся на Андижан, который штурмовал 8 января, войска обстреливали город из пушек, около 20 тысяч человек погибли под обломками рухнувших зданий. 10 января андижанцы сдались. 28 января 1876 года Абдурахман сдался и был сослан в Екатеринослав. Наср-Эддин вернулся в свою столицу, но ввиду трудности своего положения задумал привлечь на свою сторону враждебную России партию и фанатическое духовенство. Вследствие этого Скобелев поспешил занять Коканд, где захватил 62 орудия и огромные запасы боевых снарядов (8 февраля).
19 февраля состоялось Высочайшее повеление о присоединении всей территории Кокандского ханства и образовании из неё Ферганской области. Военным губернатором области стал Скобелев. Насир уд-Дин был водворён на жительство в пределах империи, как и его отец Худояр, ещё раньше поселённый в Оренбурге. Захваченный Пулат-бек был повешен в Маргелане.
Несмотря на это, восстание киргизов, живших на Алае, то есть на высоком плато, образуемом двумя параллельными хребтами, замыкающими долину Ферганы с юга, продолжалось ещё полгода. Скобелев в апреле и июле-августе 1876 года предпринял экспедиции на Алай и принудил предводителя киргизов, Абдул-бека, спастись бегством в кашгарские владения, после чего киргизы окончательно приведены были к покорности.

## Подчинение Бухарского эмирата
Практически одновременно с русско-кокандскими войнами начались и боевые действия с Бухарским эмиратом. Этому способствовали территориальные споры между Кокандом и Бухарой. Эмиру Наср Улле Бахадур Хану, скончавшемуся в 1860 году после тридцатичетырёхлетнего правления, наследовал его сын Сайид Музаффаруддин Бахадур Хан, при котором Бухарский эмират потерял окончательно своё значение и самостоятельность, попав в вассальную зависимость от России.
Музаффар-хан, который как и его отец враждовал с Кокандом, одновременно поддерживал там партию Худояр-хана. Это обстоятельство привело Музаффар-хана к столкновению с Россией, которая в это время уже завоевала город Туркестан, Чимкент, взяла Ташкент и вообще заняла прочные позиции на Сыр-Дарье, на землях, принадлежавших прежде Коканду.
Надменный образ действий бухарского эмира, потребовавшего очищения Россией завоёванной территории и конфисковавшего имущество проживавших в Бухаре русских купцов, а также оскорбление русской миссии, посланной для переговоров в Бухару, привели к окончательному разрыву.

### Начало военных действий
20 мая 1866 году генерал Романовский с 2-тысячным отрядом нанёс бухарцам у Ирджара, на левом берегу Сыр-Дарьи, первый и настолько решительный удар, что вся армия эмира обратилась в бегство, оставив в руках победителя весь лагерь, богатую палатку эмира и артиллерию. Сам Музаффаруддин лишь с большим трудом мог убежать в Джизак. Ирджарский разгром страшно возбудил бухарцев, подстрекаемых муллами против эмира, большинство из них приписывали военную катастрофу его поспешному бегству и даже обвиняли эмира в тайном соглашении с Россией. Ввиду такого положения дел, понуждаемый общественным мнением, эмир должен был уступить общему желанию продолжать войну с русскими до последней крайности, что ускорило решение участи Бухарского ханства.
В октябре 1866 года русские взяли крепость Ура-Тюбе, а вскоре после этого был взят и Джизак. После этого туркестанским генерал-губернатором, генералом Кауфманом, были предложены бухарскому эмиру условия мира, но последний, желая выгадать время, затягивал под разными предлогами переговоры и в то же время, войдя в сношения с мятежным Джурабаи в Шахрисабзе, собирал войска для священной войны (газават). В то же время бухарские отряды постоянно делали набеги на покорённую территорию и даже совершили ночное нападение на русский лагерь в Ключевом (под Джизаком).

### Оборона Самарканда (1868)

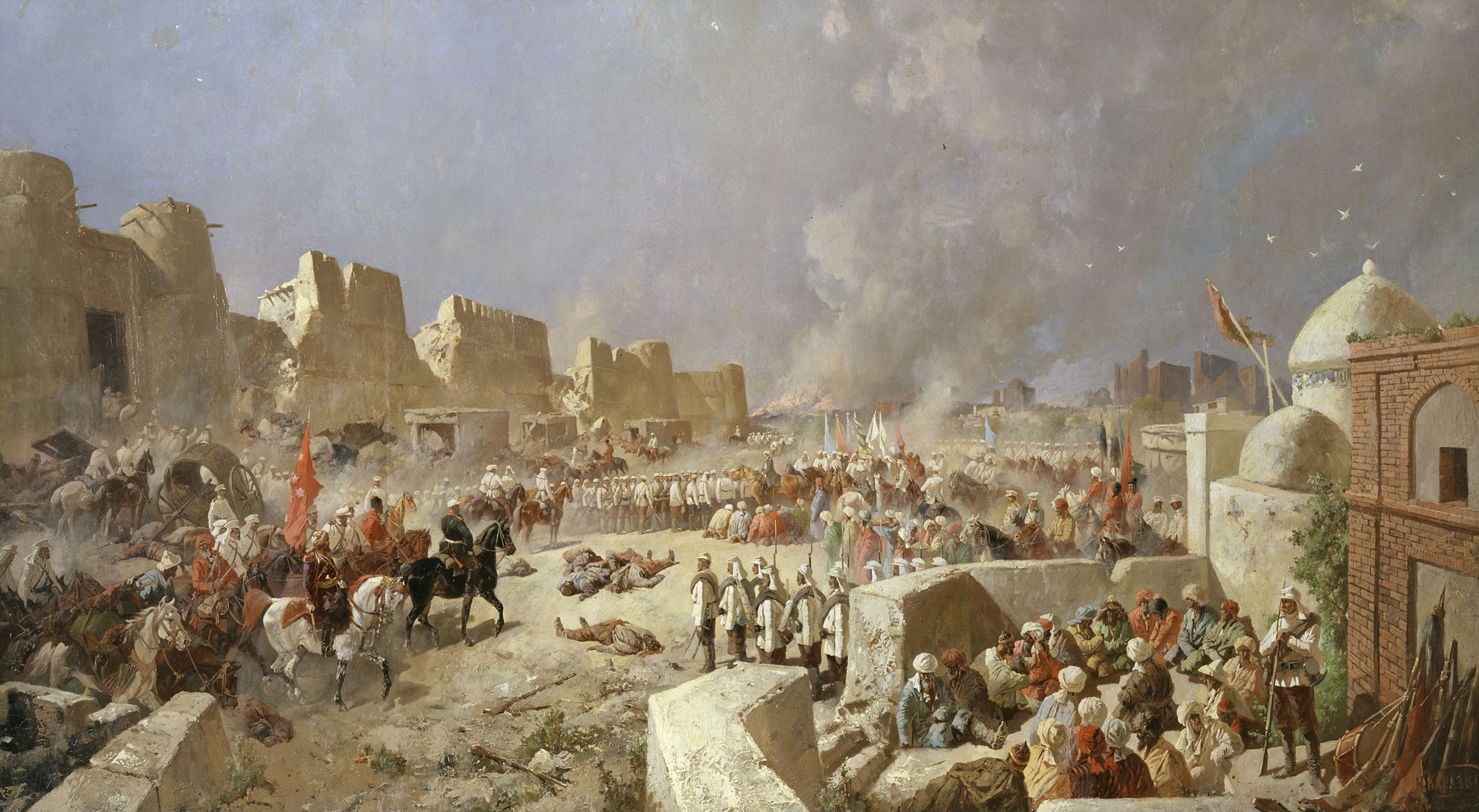
«Вступление русских войск в Самарканд»
(Н. Н. Каразин, Государственный Русский музей)

Последовали ответные решительные меры против Бухары. 1 (13) мая 1868 году был отдан приказ двинуться на Самарканд. Ввиду этого у Джизака было собрано 25 рот пехоты, 7 сотен казаков и 16 орудий, всего 3500 человек; 1-го мая отряд двинулся в Зеравшанскую долину. Бухарская армия в количестве 40—50 тысяч человек при 150 орудиях была расположена на Чупанатинских высотах у Самарканда. Подойдя к Зеравшану и увидев массы бухарцев, расположившихся на горе и, по-видимому, решившихся защищать переправу, командующий отрядом приказал сообщить через присланного парламентёра, что если эмир не отведёт свои войска через час, то русские возьмут позицию штурмом.
Между тем на правом фланге российских войск собирались массы бухарцев, так что генерал Кауфман вынужден был послать полковника Штрандмана с 4 сотнями казаков и 4 орудиями, чтобы рассеять их. Невзирая на орудийный огонь с противоположных высот, казаки лихо атаковали бухарцев, сбили и гнали их несколько вёрст.
Уже прошло более 2 часов, а посол эмира не возвращался с ответом, и не видно было никаких приготовлений со стороны бухарцев к отступлению. Напротив того, они открыли огонь из орудий и начали стягивать свои войска для ближайшей защиты переправы через р.Зеравшан. Тогда генерал Кауфман двинул войска вперед двумя колоннами: генерал-майора Головачёва и полковника Абрамова. Под сильным ружейным и орудийным огнём, угрожаемые к тому же атаками с флангов, обе колонны перешли по грудь в воде несколько рукавов реки Зеравшан и отважно пошли на приступ неприятельской позиции, которая вся изрыта была траншеями для стрелков. Когда российские войска, перейдя последний приток, с криком «ура» бросились на длинные линии бухарцев в штыки, бухарцы бежали, оставив 21 орудие и массу оружия". Потери российских войск были всего до 40 человек убитыми и ранеными.
На следующий день Самарканд сдался генералу Кауфману. Жители Самарканда не пустили бежавшие бухарские войска в город. Александр Македонский был, по преданию, первым завоевателем Самарканда, Александру II суждено было покорить его в последний раз.
Для упрочения положения в долине Зеравшана генерал Кауфман отправил в разные места отряды для разбития бухарских скопищ и для овладения некоторыми укреплёнными пунктами. Наконец, и сам командующий войсками принужден был двинуться 30 мая против эмира, оставив в Самарканде небольшой отряд. В Самарканде остались 4 роты пехоты, одна рота сапер, 2 орудия и 2 мортиры. Гарнизон состоял под командованием майора Штемпеля и представлял силу в 658 штыков, считая в том числе больных и слабых, не взятых генералом Кауфманом с собой.
С уходом генерала Кауфмана, жители Самарканда, видя малочисленность оставленного гарнизона, легко поддались агитации агрессивных мулл и восстали. Уже утром 1 июня на базаре шумела толпа и в русских летели камни с крыш, а за городскими стенами собирались огромные скопища неприятеля, число которого, как потом оказалось, простиралось до 65 тысяч человек. Не имея возможности защищать город по незначительности своих сил, майор Штемпель отступил в цитадель и распорядился приведением её в оборонительное положение. В цитадель бежали множество еврейских семейств и русские купцы (Хлудов, Трубчанинов, Иванов и другие). Купцы, а также известный художник Василий Верещагин, путешествовавший по Средней Азии, принимали деятельное участие в обороне цитадели.
2 июня бухарцы, потрясая воздух дикими криками, при звуке зурн и барабанов, ворвались в город и разлились по всем направлениям. Вскоре они огромными толпами бросились на стены цитадели, цепляясь за них железными кошками. Особенно стремительное нападение произведено было на самаркандские ворота, которые удалось неприятелю поджечь; но благодаря энергии прапорщика Мамика и мужеству русских, удалось отбить несколько штурмов. Главные усилия неприятеля обращены были против бухарских ворот, которые тоже были подожжены с помощью брошенных под них двух мешков с порохом. Прибывший на этот опасный пункт полковник Назаров, оставшийся по болезни от похода, нашёл ворота и прилегающие постройки в огне; горящие угли перебрасывало на камышовые крыши соседних сакель. Для тушения горевших ворот вызваны были охотники.
«Нельзя было надивиться этому, поистине молодецкому подвигу», писал очевидец, поручик Черкасов. «Осыпанные градом пуль, охваченные пылающим огнём, охотники успели снять ворота, бросить на землю и, таким образом, потушить их. Между тем орудие наше, поставленное позади ворот, почти неумолкаемо действовало картечью по толпам неприятеля, бросавшегося в ворота».
Не прерывавшиеся в течение целого дня штурмы, прекратились с наступлением темноты, и ночь прошла спокойно. Для уведомления генерала Кауфмана об отчаянном положении осажденных ночью был послан один преданный русским джигит, который для этого переоделся нищим.
На следующий день ожесточенные штурмы продолжались до 3 часов, но без всякого успеха. К защите ворот и брешей в стене привлечены были больные и раненые. Многие, перевязав свои раны, добровольно вновь возвращались назад, многие, получившие по несколько ран и залитые кровью, не хотели покидать своих товарищей и оставались в рядах. Вечером, около 6 часов, штурмы возобновились. Комендант, майор Штемпель, решил, в случае необходимости, отступить во дворец, который поэтому деятельно приводился в оборонительное положение. При невозможности устоять перед напором неприятеля и в этом последнем оплоте, решено было, по общему согласию, взорвать все на воздух, для чего в ночь на 4-е июня во дворец свезён был весь порох и снаряды. 4, 5 и 6 июня неприятель хотя и предпринимал частные приступы, но энергия его, видимо, ослабела. Ввиду этого наш гарнизон стал сам делать вылазки и жечь городские сакли.
7 июня от генерала Кауфмана было получено известие о том, что он идёт на выручку форсированным маршем. Тотчас же эта радостная весть облетела многострадальный гарнизон; громовое «ура» раздавалось по всей цитадели, и защитники поздравляли друг друга с благополучным окончанием осады.
8 июня бухарские войска стали поспешно отступать, и последние их толпы были атакованы гарнизоном цитадели. Вскоре показались передовые казаки, а за ними генерал Кауфман с отрядом вошёл в город и горячо благодарил храбрый гарнизон, потерявший более трети своего состава, за геройскую защиту цитадели. В наказание жителей приказано было сжечь городской базар, как главную часть города.

### После падения Самарканда

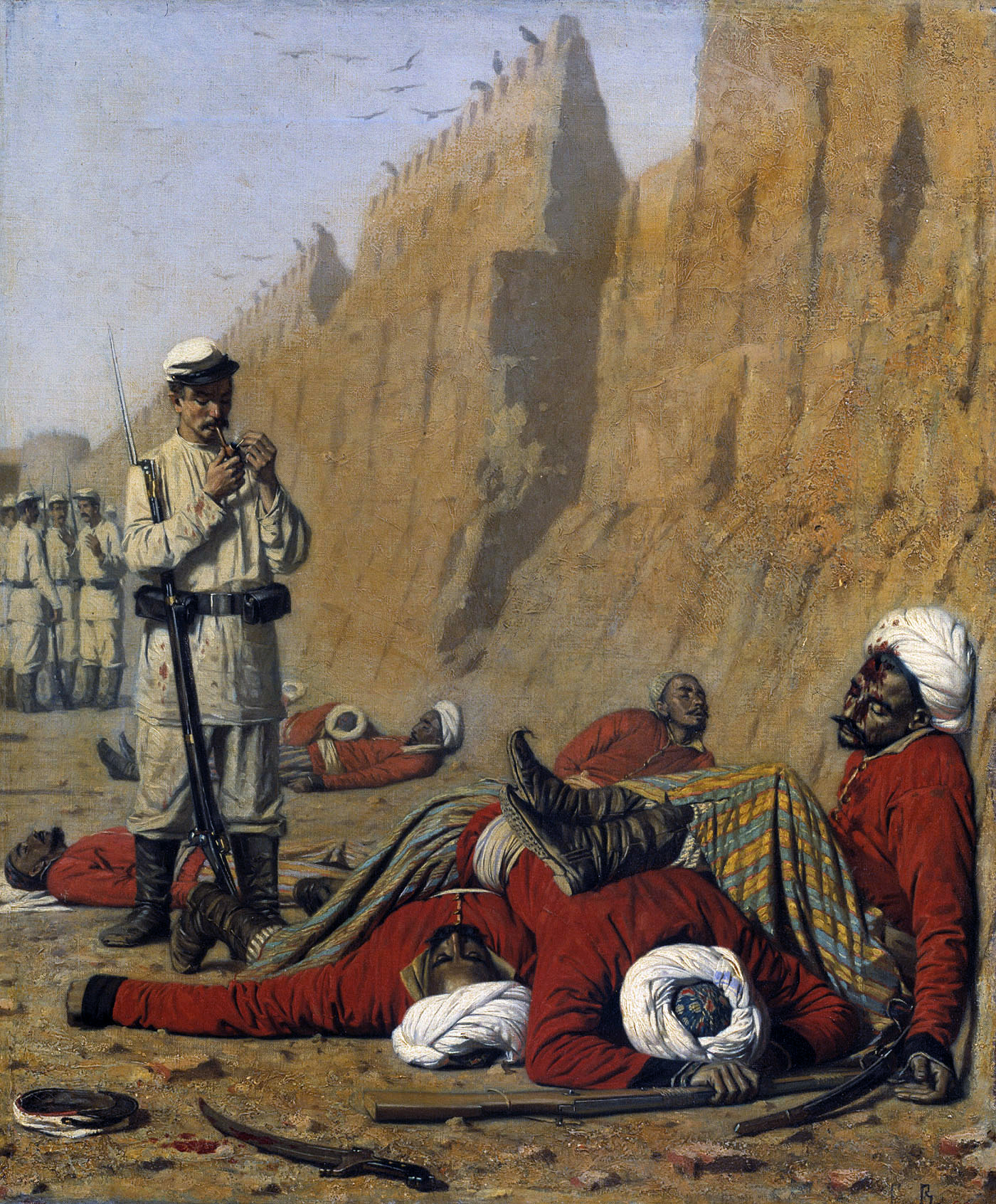
В. Верещагин. «После неудачи»

Вскоре после падения Самарканда была взята сильная крепость Катта-Курган, а 2 июня 1868 года эмир потерпел окончательное поражение на Зерабулакских высотах и был вынужден просить у России мира. По мирному договору 23 июня 1868 года, Бухарское ханство должно было уступить России Самаркандское, Катта-Курганское, Пенджекентское и Ургутское бекства, на этих территориях был образован Зеравшанский округ. Бухарское ханство объявлено в вассальной зависимости от России. Кроме того, бухарский эмир обязался уплатить 500 тысяч рублей военной контрибуции, предоставить русским купцам свободу торговли в ханстве, защищать их имущество и личную безопасность, дозволить учреждение торговых агентств во всех городах, взимать пошлину с ввозимых русских товаров не свыше 2,5% их стоимости и предоставить русским купцам свободный проезд через ханство в другие земли.
Таким образом договор этот нанёс последний и решительный удар самостоятельности Бухарского ханства. С этого момента бухарский эмир беспрекословно исполнял желания русского правительства, которое, в свою очередь, оказывало ему поддержку во время смут и волнений, вспыхнувших в Бухарском ханстве после окончания войны с Россией. В том же 1868 году русские войска, по просьбе эмира, разбили в Каршинском бекстве войска восставших против эмира Музаффара с целью возведения на престол его старшего сына Катта-Тюря, и овладели городом Карши, который тотчас же был возвращён эмиру. В 1870 году русские войска взяли штурмом мятежные города Шаар и Китаб, вследствие чего все Шахрисябзское бекство было вновь присоединено к Бухаре. В 1870-х при военной и политической поддержке Российской империи Бухарский эмират подчинил земли горных бекств, известных как Восточная Бухара.

## Подчинение Хивинского ханства
Объявленной целью Хивинского похода 1839 года было прекращение набегов хивинцев на подвластную России территорию, обеспечение спокойствия и торговли в степных областях и освобождение захваченных русских подданных. Начальство над экспедиционным отрядом было возложено на командира отдельного оренбургского корпуса, генерал-адъютанта В. А. Перовского. Он избрал путь на крепость Илецкую защиту и далее через Усть-Урт.
Выступление в поход назначено было в ноябре 1839 года; предыдущим летом было запланировано устройство на пути следования в Хиву двух становищ, которые могли бы служить опорными пунктами и складами продовольствия: первое — на реке Эмбе (500 вёрст от Оренбурга), второе — при речке Ак-Булак (150 вёрст от Эмбы). Экспедиционный отряд состоял из 3 с половиной батальонов пехоты и 3 полков уральских и оренбургских казаков (всего около 4 тыс. чел.), при 20 орудиях. Отряд выступил в начале ноября, четырьмя эшелонами; движение шло медленно из-за огромного верблюжьего транспорта (до 10 тыс. верблюдов). К концу месяца войска сосредоточились на реке Илек (150 вёрст от Оренбурга), а 19 декабря прибыли на первое становище. Морозы за все это время доходили до −30°C и более градусов. Стал ощущаться сильный недостаток в топливе и большие недочёты в тёплой одежде. С приближением к Эмбе выпал глубокий снег; отряду пришлось двигаться без дорог. Здоровье людей и лошадей держалось ещё в довольно удовлетворительном состоянии; но около 20 % верблюдов оказалось негодным для дальнейшего пути.

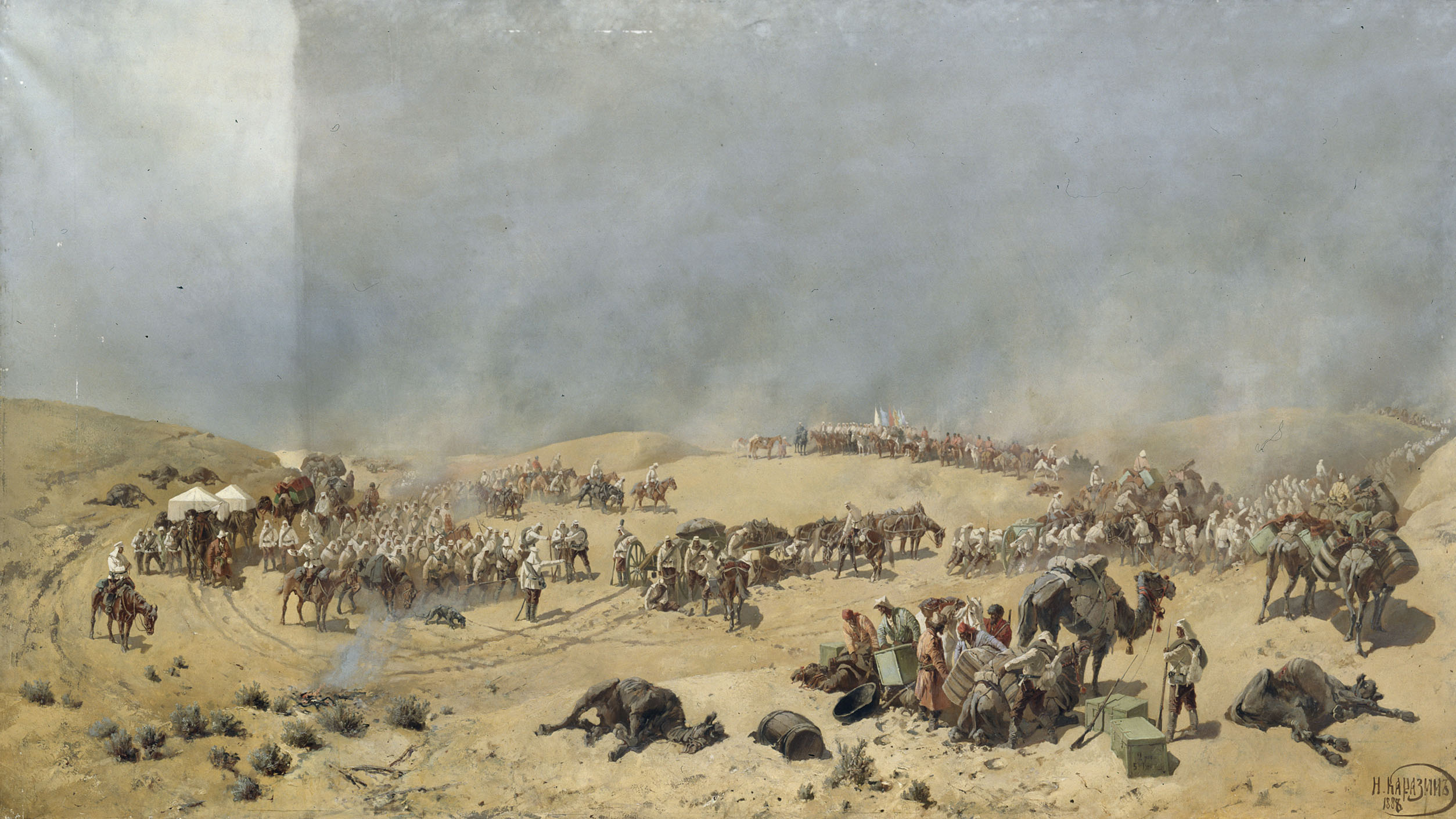
Н. Н. Каразин. Переход русских войск через пустыню. Государственный Русский музей

В становище на Эмбе пришлось дать отдых на несколько дней. Между тем, в Хиве уже знали о предпринятом походе, навстречу экспедиции были высланы несколько отрядов хивинских войск. Один из них (до 2 тыс. чел.) 18 декабря произвёл нападение на занятое небольшим русским отрядом передовое становище у Ак-Булака, но был отбит после довольно упорного боя, в котором было выведено из строя около 20 человек. 30 декабря 1-й эшелон войск генерала Перовского выступил из Эмбинского укрепления, а в последующие дни — три остальных. Трудности движения скоро возросли до крайности; глубокий снег, бураны при 20° морозе, отсутствие топлива привели к болезням и смертям. При подходе к Ак-Булаку в строю оставалось всего 1900 человек, верблюдов 5200, но из них только 2500 были годны для дальнейшего пути. При таких обстоятельствах Перовский принял решение об отмене экспедиции. Обратный поход начался 4 февраля. 18-го отряд в бедственном состоянии подошёл к Эмбинскому укреплению, потеряв за эти дни до 1800 верблюдов. На Эмбе была сделана вынужденная трёхмесячная остановка, так как потребовался сбор свежих верблюдов. Только 20 мая началось движение от Эмбы к Оренбургу, куда отряд вступил 2 июня, везя с собой 1200 больных и потеряв умершими свыше 1000 человек.
После успехов в покорении Коканда и Бухары, российское правительство не считало возможным существование неподконтрольного Хивинского ханства в близости от вновь приобретенных территорий.
В 1869 году Шир-Али-хан, расправившись с своими соперниками, стал государем всего Афганистана. Российские власти предполагали, что под влиянием британских властей в Индии он решился образовать в Средней Азии союз мусульманских владетелей, направленный против России. Во всяком случае, хивинский хан выслал на границу с Россией свои войска. В связи с этим в конце 1869 г. под руководством генерала Н. Столетова был основан форт Красноводск на восточном берегу Каспийского моря.

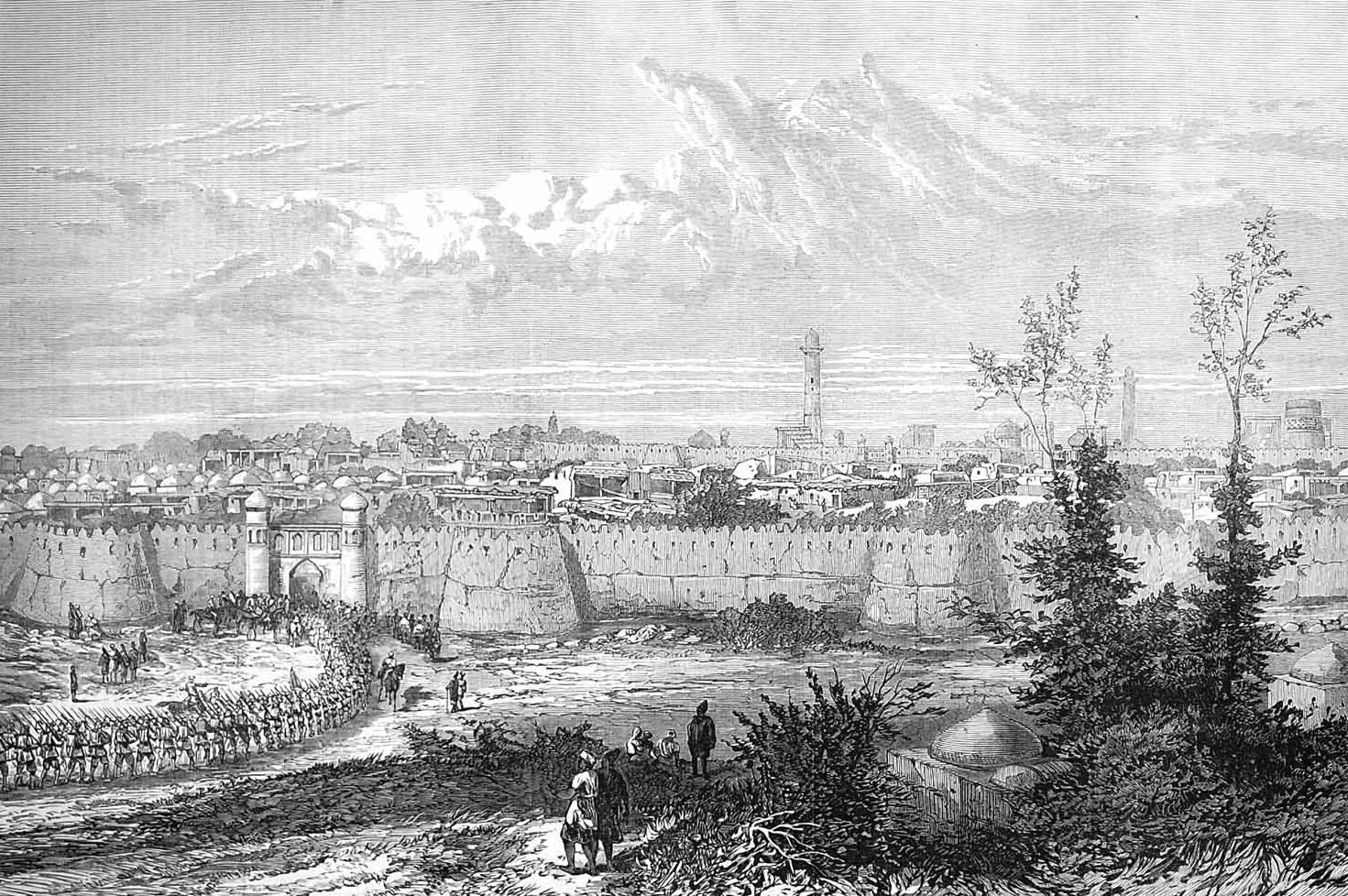
Русское войска входят в Хиву. 1873 год

Следующий хивинский поход был совершен в 1873 году под командованием генерала Кауфмана. Были сформированы 4 отряда (туркестанский, красноводский, мангышлакский и оренбургский), общей численностью около 13000 чел., при 4600 лошадей и 20000 верблюдах, выступившие в конце февраля и начале марта тремя колоннами, из Джизака, Казалинска и с берегов Каспийского моря (отряды мангышлакский и красноводский). Из отрядов не дошёл до Хивы только красноводский. После неимоверных трудностей пути, страдая от жары и пыли в безводных пустынях, соединившиеся отряды подошли к Хиве в конце мая. 28 мая 1873 года часть войск оренбургско-мангышлакского отряда, под начальством генерала Верёвкина, подошла к городу Хиве и овладела завалом и батареей из 3 орудий у самой городской стены; в 250 саженей от стен были заложены демонтирная и мортирная батареи, открывшие огонь по городу.
В городе начались волнения, и хан решился, не дожидаясь штурма, сдать город и выслать депутацию к Кауфману, с изъявлением покорности. Власть хана над туркменами и даже населением Хивы была, однако, настолько слаба, что часть защитников города продолжала деятельно готовиться к отпору русским со стороны Шах-Абатских ворот. Вечером 28-го генерал Верёвкиным получено извещение, что генерал Кауфман находится в 16 вёрстах от Хивы, и что неприятель вступил с ним в переговоры. Кауфман приказал прекратить огонь, если хивинцы будут держаться спокойно, а отряду Веревкина на следующее утро передвинуться к мосту Сарыкупрюк, для соединения с туркестанским отрядом. Веревкин, затрудняясь перевозкой значительного числа раненых, бывших при отряде после 28 мая, послал 29-го к Сарыкупрюку только 2 роты, 4 сотни и 2 орудия; прочие войска были оставлены на занятых ими накануне местах. Утром 29-го Веревкин потребовал сдачи Шах-Абатских ворот. Хивинские начальники, ввиду переговоров с Кауфманом ежеминутно ожидавшие его вступления в город и открывшие для того Хазараспские ворота, отказались исполнить требование Верёвкина. Последний приказал занять ворота силой. Устроена была брешь-батарея на 2 орудия, расстояние до стены измерено шагами, ворота пробиты гранатами; 2 роты, с 2 ракетными станками, заняли ворота и прилегающую часть стены.
Таким образом Хива была занята войсками оренбургского отряда в то время, когда с другой стороны Кауфман, во главе туркестанского отряда и части оренбургского, готовился к торжественному, беспрепятственному входу в город через Хазараспские ворота. Хан бежал из Хивы в г. Хазават к туркменам, с помощью которых предполагал продолжать борьбу, но 2 июня вернулся с изъявлением покорности.
Так как в планы российского правительства не входило присоединение всего Хивинского ханства, за ханом было оставлено право управления страной. При нём образован особый совет, на который возложено обеспечение продовольствием российских войск и освобождение персиян-рабов, которых насчитывалось в ханстве до 15 тыс.

## Кризис в восточном Туркестане
В 1860-х годах во время восстания дунган и уйгуров в Синьцзяне, Цинский Китай потерял контроль над Восточным Туркестаном. На этой территории возникли мусульманские государства Йеттишар, Дунганское ханство и Илийский султанат. В 1871 году русские войска под командованием генерала Колпаковского совершили поход в Кульджу и завоевали, враждебно настроенный к России, Илийский султанат. На протяжении последующих 10 лет эта территория была занята русскими. В 1878 году после разгрома китайскими войсками государства Якуб-бека, Китай поднял вопрос о возвращении Илийского края Китаю. Ливадийский договор 1879 года был отвергнут цинским правительством и Китай начал готовиться к войне с Россией. Россия пошла на уступки Китаю и в 1881 году между странами был подписан Петербургский договор, согласно которому русское правительство возвратило Китаю большую часть Илийского края, но получало возможность иметь свои консульства в Или (Кульдже), Тарбагатае (Чугучаке), Кашгаре и Урге, а также получала от Китая контрибуцию в 9 млн рублей.

## Присоединение Туркмении

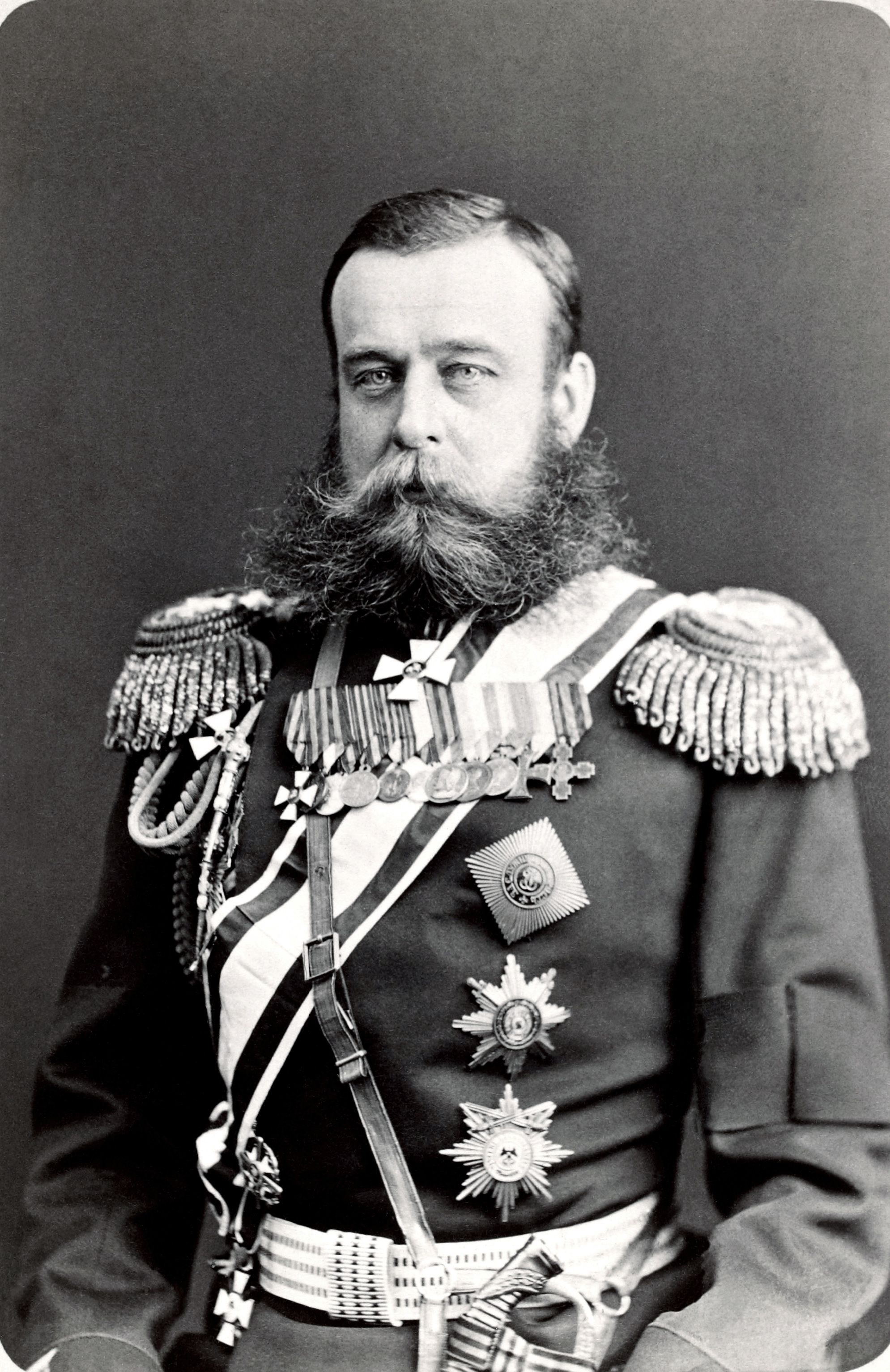
Генерал Скобелев — покоритель Туркмении

Нежелание туркмен подчиниться требованию Кауфмана и внести контрибуцию в 300 тыс. рублей вынудило прибегнуть к силе. Для сбора контрибуции Кауфман двинул 7 июля 1873 года в центр туркменских кочевий, к Хазавату, отряд из туркестанских войск. Близ села Чандыр (85 вёрст от Хивы), 13—15 июля, произошли упорные бои. Ряд поражений, сломивших сопротивление туркмен, вынудил их безусловно подчиниться командовавшему войсками. По окончательном замирении края, в Хиве 12 августа были подписаны условия мира с ханством: 1) полное умиротворение казахских степей, 2) уплату ханом контрибуции в размере 2 000 000 руб., 3) прекращение торговли невольниками и освобождение пленных, подданных России, 4) признание себя ханом «покорным слугой императора» и 5) новые земельные приобретения, из которых образован в 1874 году Закаспийский отдел.

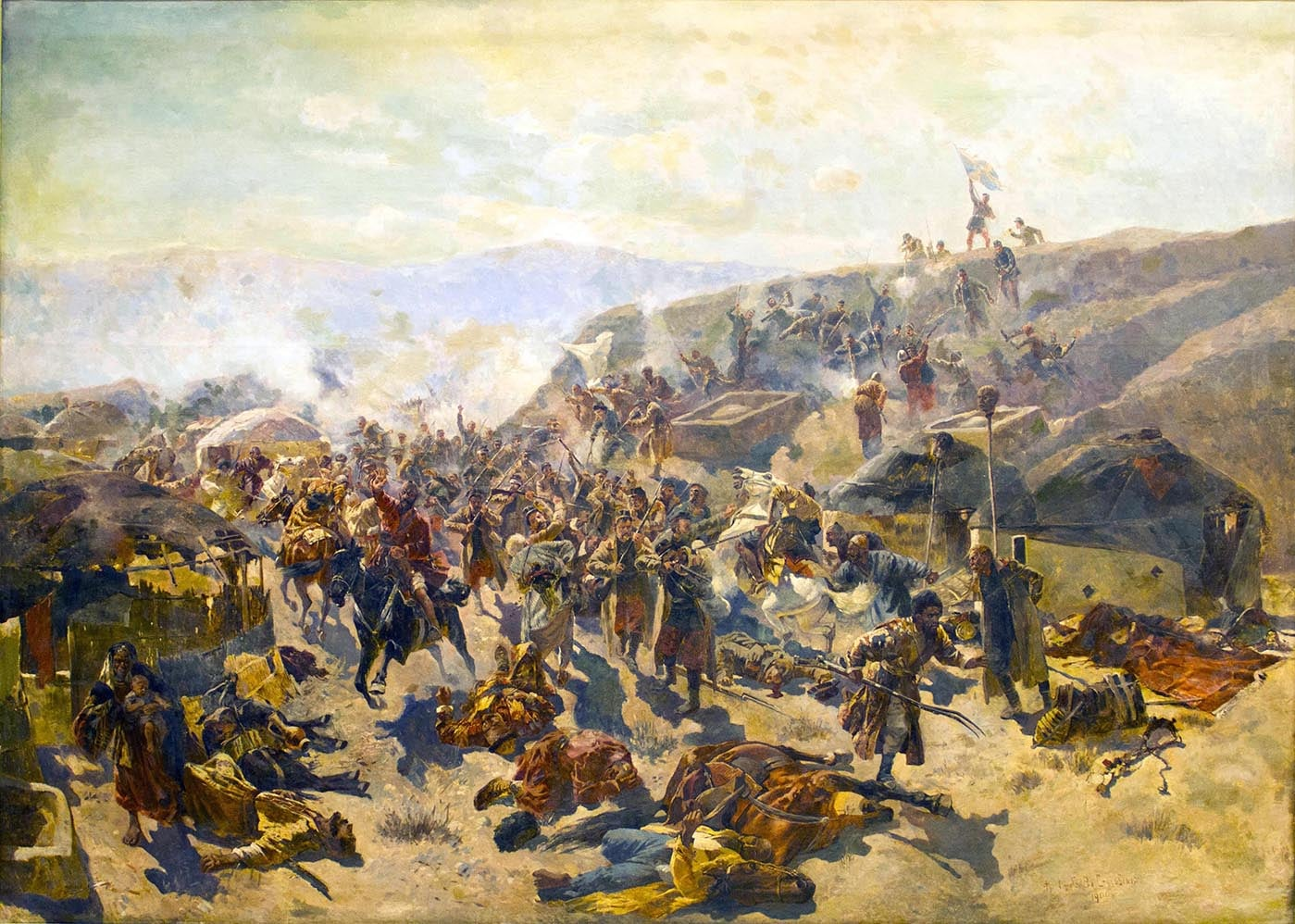
Ф. Рубо. Штурм крепости Геок-Тепе

В Туркмении в ахал-текинском оазисе обитали 80—90 тыс. текинцев. Первая экспедиция генерала Ломакина против Геок-Тепе закончилась неудачей. В январе 1880 года командующим военной экспедиции против текинцев был назначен генерал Михаил Скобелев, который осуществил Ахал-текинскую экспедицию, взяв крепость Денгиль-Тепе (Геок-Тепе) после кровавого штурма в январе 1881 года.
Вскоре после взятия Геок-Тепе Скобелевым были высланы отряды под начальством полковника Куропаткина; один из них занял Асхабад, а другой прошёл более чем на 100 вёрст на север, обезоруживая население, возвращая его в оазисы и распространяя воззвание с целью скорейшего умиротворения края. На присоединенной территории было образована Закаспийская область.
Генерал Комаров, будучи начальником всей Закаспийской области, обратил внимание на Мерв как на «гнездо разбоя и разрушения, тормозившее развитие чуть ли не всей Средней Азии». В конце 1883 года он направил туда штабс-ротмистра Алиханова и текинца майора Махмут-Кули-хана с предложением мервцам принять русское подданство. 25 января 1884 года в Асхабад прибыла депутация мервцев и поднесла Комарову прошение на имя императора о принятии Мерва в русское подданство и принесла присягу. Мерв был занят российскими войсками почти без сопротивления.

## Афганистан и Памир. Противостояние с Британской империей

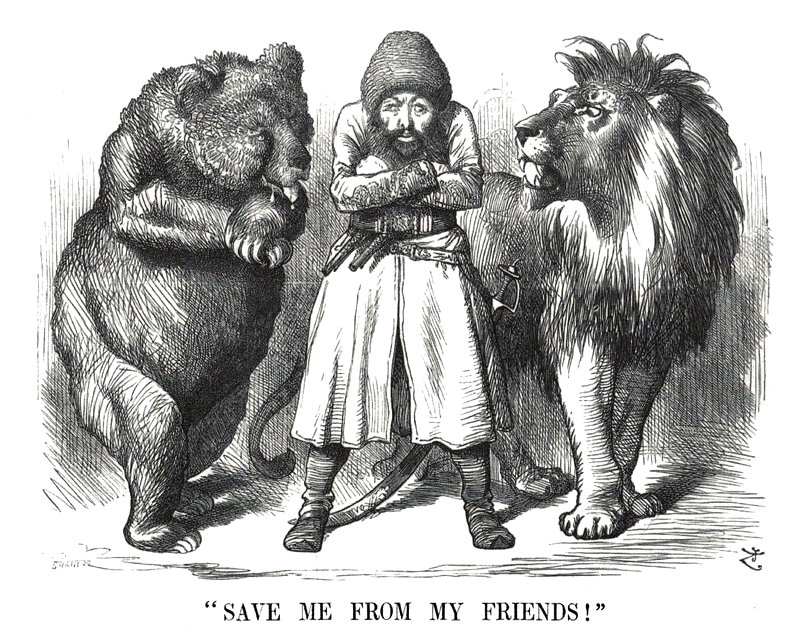
Карикатура XIX-го века «Спаси меня от моих друзей» о Большой игре, обыгрываются русский медведь и британский лев

Продвижение России в Центральной Азии вызывали опасения Британии за безопасность своей ключевой колонии Британской Индии. Для обеспечения безопасности Индии с севера Британия стремилась поставить под контроль Афганистан. Первая интервенция британцев в Афганистан закончилась провалом. В 1872 году Россия и Великобритания подписали договор о разграничении в Центральной Азии, утвердивший буферный статус Афганистана. Однако в 1878 году Британия вновь вторглась в Афганистан и разгромила армию эмира, после чего Афганистан перешёл под протекторат Британии. В 1885 году, англичане спровоцировали конфликт между Афганистаном и Россией, что привело к сражению на реке Кушка 18 марта 1885 году и разгрому афганских войск. Этот международный инцидент активно муссировался в европейской прессе и, как думали в то время, поставил Россию на грань войны с Великобританией. Конфликт был улажен после подписания Лондонского протокола о разграничении в северном Афганистане. Для урегулирования инцидента была учреждена русско-английская пограничная комиссия, которая и определила современную северную границу Афганистана. Представители эмира в её работе не участвовали. Уступки российских представителей были минимальны. Россия сохранила отвоёванный Комаровым клочок земли, на которой был впоследствии основан город Кушка. Он был самым южным населённым пунктом как Российской империи, так и СССР.
Демаркация западного участка северной границы Афганистана была осуществлена по российско-британскому соглашению, подписанному 10 (22) июля 1887 г. в Петербурге. Но от озера Зоркуль, расположенного в глубине Памира, дальше на северо-восток в сторону Китайского Туркестана граница не была установлена. Это открывало британцам доступ на Памир, а русским — доступ к северо-западной части Гиндукуша и далее, в Дардистан (область в бассейне верхнего Инда).
Российские власти не хотели допустить, чтобы Памир был поделен между Великобританией и Китаем, и приняли решение занять его. Для этого летом 1891 г. в Маргелане был сформирован специальный отряд, состоявший из охотников (добровольцев) из 2-го, 7-го, 15-го, 16-го и 18-го Туркменских линейных батальонов и 24 казаков из 6-го Оренбургского полка под командованием полковника Михаила Ионова.
Отряд Ионова дошел до Базаи-гумбаза у северного подножья Гиндукуша. Здесь между 14 и 17 августа 1891 г. произошла его встреча с британской экспедицией Фрэнсиса Янгхазбенда. Ещё ранее, у перевала Беик, отрядом Ионова был арестован британский лейтенант Девинсон, которого отправили под конвоем в Маргелан. С Янгхазбенда же Ионов взял письменное обязательство покинуть Памир и более там не появляться, угрожая, что, в случае отказа, он будет вынужден применить силу. Янгхазбенду пришлось подчиниться. После этого отряд Ионова двинулся в обратный путь, в город Ош. В связи этим инцидентом британский посол в Петербурге заявил протест и начались длительные дипломатические переговоры.
После ухода отряда Ионова китайцы и афганцы вернули себе контроль над землями в долинах рек Оксу и Аличур, что вынудило туркестанскую администрацию в 1892 г. опять отправить отряд Ионова на Памир. В его составе теперь имелись четыре пехотные роты добровольцев, три сотни казаков из 6-го Оренбургского полка, двухорудийный взвод Туркестанской конно-горной батареи и команда саперов.
2 июня 1892 г. отряд Ионова выступил из Маргелана и 17 июня прибыл к озеру Рангкуль, где находился китайский отряд, бежавший при приближении русских войск. 27 июня отряд встал биваком на берегу реки Оксу (Мургаб) около слияния её с рекой Акбайтал вблизи урочища Шаджан. Здесь Ионов получил сведения о нахождении афганского поста у впадения реки Аличур в озеро Яшилькуль и о готовящемся нападении китайской конницы на свой отряд в случае его продвижения к озеру. Ионов решил напасть на афганцев, а капитана Скерского выслал против китайцев. Скерский выбил китайцев из укрепления Ак-Таш в верховьях реки Оксу, а Ионов, после рукопашной схватки 12 июля, уничтожил афганский пост у Сума-Таша около озера Яшилькуль в долине реки Аличур.
После этого 25 июля Ионов двинулся в обратный путь на Оксу (Мургаб). Здесь, на месте прежнего бивака, он заложил укрепление и выслал капитана Скерского с полусотней казаков для разведки отдаленных районов Памира, где снова появились китайцы. 25 августа Ионов отправился в Фергану, оставив в новом укреплении Шаджанский отряд (160 человек пехоты и 40 казаков) капитана Кузнецова. Кузнецов наладил с китайцами дружеские отношения. Весной 1893 г. его сменил новый отряд под командованием капитана Зайцева.
Весной 1893 г. афганцы начали появляться в Шигнане и Рушане, собирая с местного населения подать. В связи с этим в этот район был послан штабс-капитан С. Ванновский с двумя офицерами и десятью нижними чинами. В августе 1893 г отряд у кишлака Емц встретился с афганским отрядом Азанхана, который в 5 раз превосходил отряд Ванновского и не пропускал его в сторону Ванча. В результате произошло боестолкновение. Афганцы отступили.
В 1894 г. на Памир были отправлены подкрепления под командой Ионова, уже в чине генерал-майора. Общие подчиненные ему силы на тот момент состояли из 21 офицера, 411 нижних чинов и 119 казаков. В мае 1894 г. Ионов получил сведения о появлении вооруженных афганцев в Шигнане и Рушане и немедленно отправил туда два отряда: подполковника Н. Юденича — по реке Гунт и капитана Скерского — по реке Шахдаре, до впадения обеих рек в Пяндж. В ту же сторону был выслан казачий разъезд капитана Александровича.
Шахдаринский отряд (12 человек пехоты, 20 казаков, 2 орудия) 22 июля прибыл к границе Шигнана, где был радостно принят местным населением во главе с сыном правителя, присоединившимся к отряду. Однако, подойдя к крепости Рош-Кала 28 июля, отряд был встречен огнём афганцев. 31 июля Скерский направил к крепости два отряда, и афганцы покинули Рош-Кала. Затем к ним подошло подкрепление, но и к отряду Скерского прибыла команда капитана Эттингена, у которого было 60 пехотинцев, 12 казаков и пара пусковых станков с 32 осколочно-фугасными ракетами. После этого с 4 по 8 августа 1894 г. афганцы несколько раз пытались атаковать русских, но каждый раз попадали под их огонь и отступали. 9 августа афганцы скрытно ушли.
27 февраля (11 марта) 1895 г. в Лондоне Россия и Великобритания подписали соглашение об установлении границ в районе Памира. Часть Памира отошла к Афганистану, часть — к Российской империи, а часть — к Бухарскому эмирату, подконтрольному России. Сферы влияния России и Великобритании разделил Ваханский коридор, отданный Афганистану. Российская экспансия в Средней Азии была на этом завершена.
Управление российской частью Памира осуществлялось начальником Памирского отряда, с 1 июля 1894 года Сменного Памирского отряда, находившимся с 1893 года в Мургабе (Памирский Пост), а с 1899 года в Хороге.

## Память

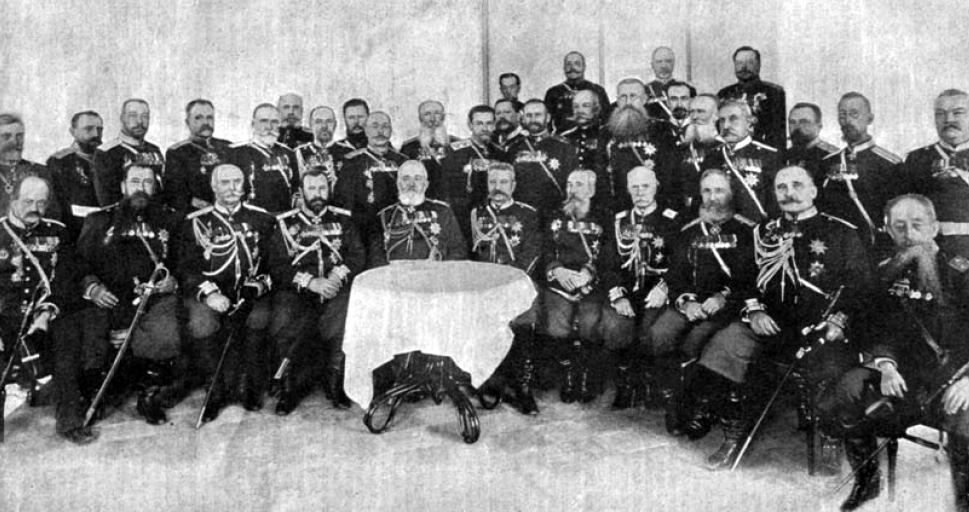
Празднование 25-летия покорения Хивы

В связи с различными военными операциями был учреждён ряд медалей: «За Хиванский поход», «За покорение Ханства Кокандского», «За взятие штурмом Геок-Тепе», «За походы в Средней Азии 1853—1895 гг.».
В честь русских командующих был переименован ряд городов Средней Азии: Кызылорда (в 1867—1925 гг. Перовск), Шымкент (в 1914—1924 гг.Черняев), Фергана (в 1907—1924 гг. Скобелев).

## Национально-освободительное движение и сопротивление

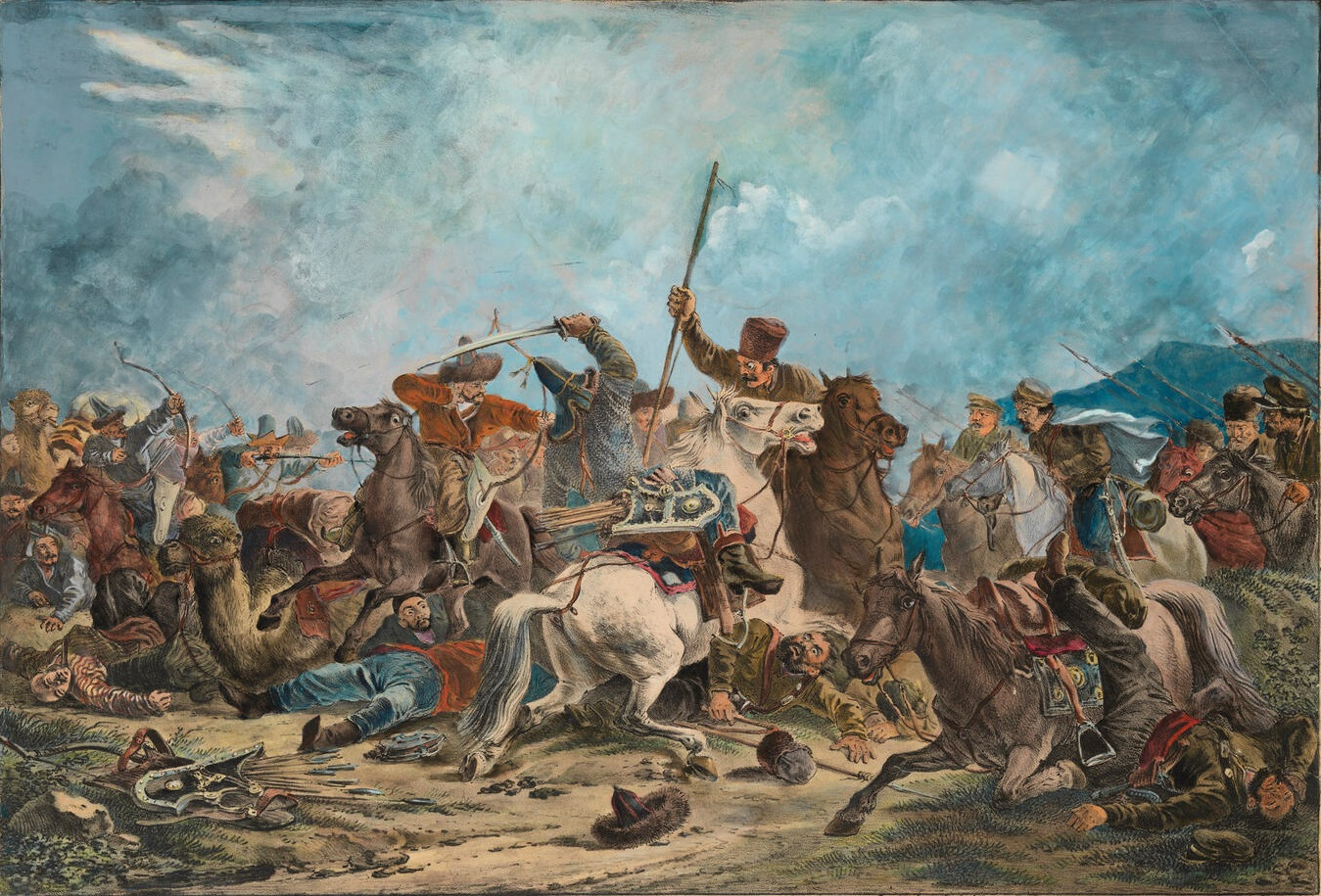
А. Орловский. «Бой казаков с киргизами» (казахами)

В 1920-е годы советские историки использовали термин "национально-освободительное движение" в Средней Азии.
Современный российский этнолог и историк С. Н. Абашин утверждает, что в Центральной Азии до прихода Российской империи «в обществе отсутствовали границы, которыми можно было бы очертить группы, прилепив к ним ярлык «этнические». Только с приходом России в Средней Азии появляются более или менее устойчивые идентичности». Подвергается сомнению использование термина национально-освободительное движение в Центральной Азии, так как этнических идентичностей не существовало.
По мнению американского историка А.Халида, после завоевания, население Центральной Азии жило в основном мирно, и за единственным исключением восстания 1898 года, до 1916 года против российского правления не было никаких восстаний.

### Восстания казахов
- Участие казахов в восстании Пугачева (1773—1775)
- Восстание Невидимки (1775—1776)
- Восстание Сырыма Датова (1783―1797)
- Движение Арынгазы Абулгазиева (1810–1821)
- Восстание Жоламана Тленшиулы (1822—1838)
- Восстание Саржана Касымова (1825—1836)
- Восстание Исатая Тайманова (1836―1838)
- Восстание Кенесары Касымова (1837―1847)
- Восстание Есета Котибарова (1847―1858)
- Восстание Жанкожа Нурмухамедова (1856—1857)
- Восстание в Уральской и Тургайской областях (1868—1869)
- Адаевское восстание (1870)

### Среднеазиатское восстание 1916 года

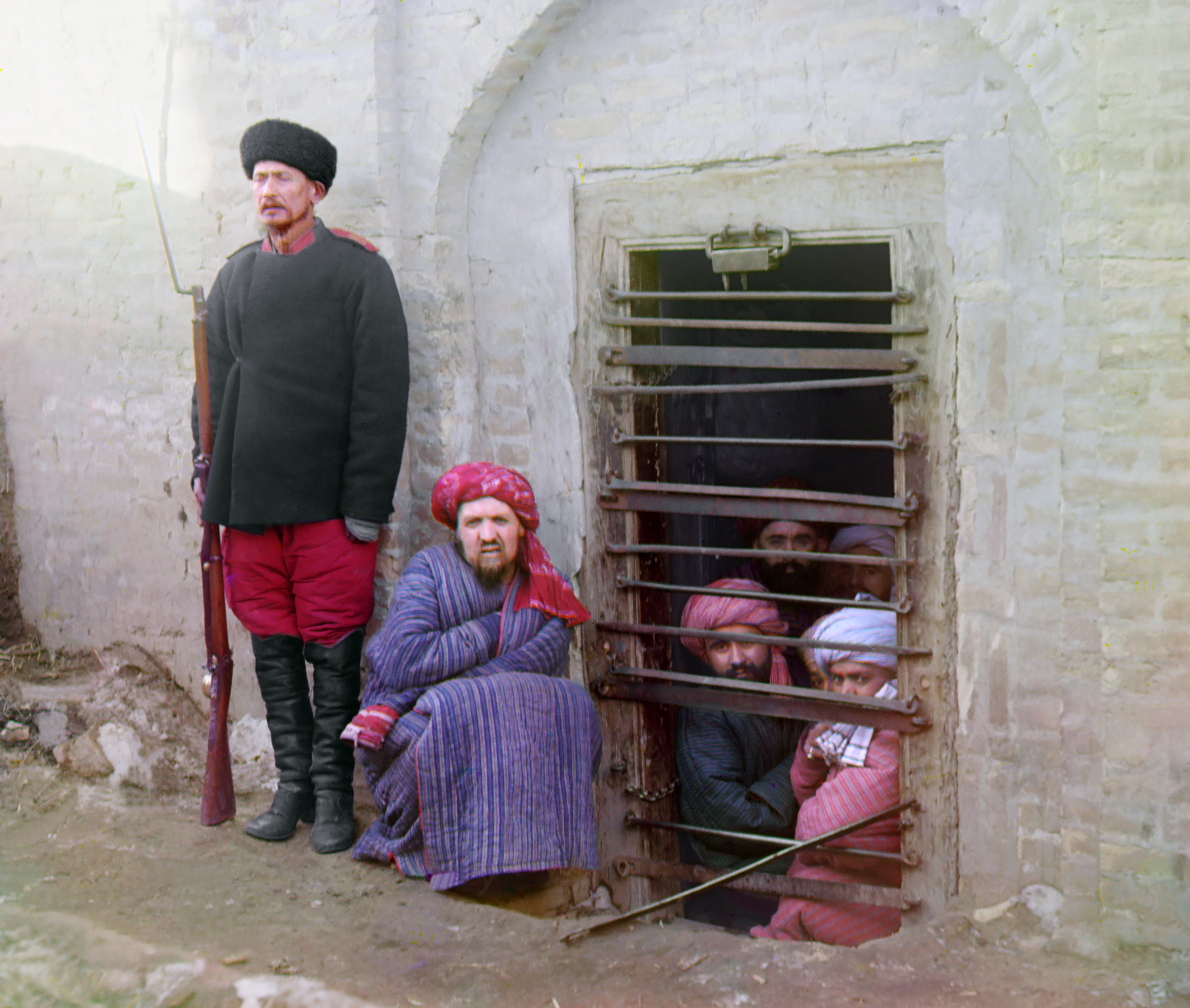
Заключённые в зиндане. Фото Прокудина-Горского.

Крупнейшее восстание в Российском Туркестане, вызванное призывом местного населения на тыловые работы в ходе Первой мировой войны. Поводом к восстанию, охватившему Самаркандскую, Сырдарьинскую, Ферганскую, Закаспийскую, Акмолинскую, Семипалатинскую, Семиреченскую, Тургайскую, Уральскую области с более чем 10-миллионным многонациональным населением, послужил расстрел 4 июля 1916 года в Ходженте манифестации с требованием уничтожения списков мобилизованных. По официальным данным, в июле в Самаркандской области произошло 25 выступлений, в Сырдарьинской — 20 и в Фергане — 86. Наиболее организованный характер восстание приобрело в Тургайской области, где под руководством Амангельды Иманова и Алиби Джангильдина развернулись полномасштабные боевые действия, охватившие всю центральную часть Казахстана, восставшие осадили центр области Тургай. Кроме антиправительственного, восстание приобрело и отчётливый антирусский характер, так как именно в переселенцах-колонистах местное население видело источник своих бед. Восставшие жгли хутора, убивали семьи переселенцев, казаков, рабочих. В ряде мест, особенно в Ферганской долине, добавлялись и религиозные оттенки, погромами руководили экзальтированые проповедники-дервиши с призывами к газавату. Действия повстанцев привели к прекращению телеграфной связи между Верным, Ташкентом и центром России.
Ответные действия, особенно со стороны казаков, также носили жесточайший характер. Часто взятых в плен восставших расстреливали на месте либо убивали при конвоировании. Широко использовалась артиллерия, пулемёты, правительство было вынуждено направить регулярные войска, с приходом которых к весне 1917 года удалось в целом подавить восстание.

## Комментарии
1. ↑  Интересно, что ещё в советские времена среди коренных жителей Самарканда бытовала поговорка, которая по вполне понятным причинам не входила ни в один сборник узбекских поговорок, издаваемых официальными издательствами в то время. На узбекском языке она звучала так: «Исканде́р Зулькарна́йн Самарканда́ кели́б кетди́ — рус коммунистла́р Самарканда́ кели́б кета́ди», что в переводе на русский язык значило: «Александр Македонский, придя в Самарканд, ушёл — русские коммунисты, придя в Самарканд, уйдут».